# Perg
Perg ist eine oberösterreichische Stadtgemeinde im unteren Mühlviertel am nördlichen Rand des Machlands mit 9459 Einwohnern (Stand: 1. Jänner 2024).
Die Stadt liegt 35 km östlich von Linz und 7 km nördlich der Donau an der Naarn auf 250 m ü. A., ist seit 1868 Verwaltungssitz des Bezirks Perg und Standort des Bezirksgerichtes Perg. Bereits 1269 verlieh König Ottokar II. von Böhmen den Bürgern von Perg Marktrechte.
Den Namen verdankt Perg den Herren von Perg, die wirtschaftliche Bedeutung ab dem 14. Jahrhundert unter anderem der Mühlsteinbrecher- und der Hafnerzunft. Vom Ortsbild des Mittelalters und der frühen Neuzeit sind auf Grund mehrerer verheerender Brände nur noch die Pfarrkirche aus dem 15. und das Seifensiederhaus aus dem 16. Jahrhundert erhalten.
Seit 1938 besteht das Gemeindegebiet aus dem ursprünglichen Markt Perg und den bis zur Eingemeindung selbständigen Gemeinden Pergkirchen und Weinzierl. Im 19. und 20. Jahrhundert entwickelte sich Perg zum Wirtschafts-, Verwaltungs-, Ärzte-, Schul- und Freizeitzentrum des Bezirkes Perg. 1969 wurde der Markt von der Oberösterreichischen Landesregierung zur Stadt erhoben. Auf Grund des überdurchschnittlichen Bevölkerungswachstums ab der zweiten Hälfte des 20. Jahrhunderts wurde Perg bezogen auf die Einwohneranzahl größte Stadt des Mühlviertels.
Durch die Anbindung an den Donauradweg gewann der Tourismus in den 1990er Jahren an wirtschaftlicher Bedeutung. Seit 2010 liegt Perg am österreichisch-bayerischen Weitwanderweg Donausteig und verfügt mit dem Kugelmanderlweg über eine eigene Donaurunde.

## Geografie

### Lage und Umgebung

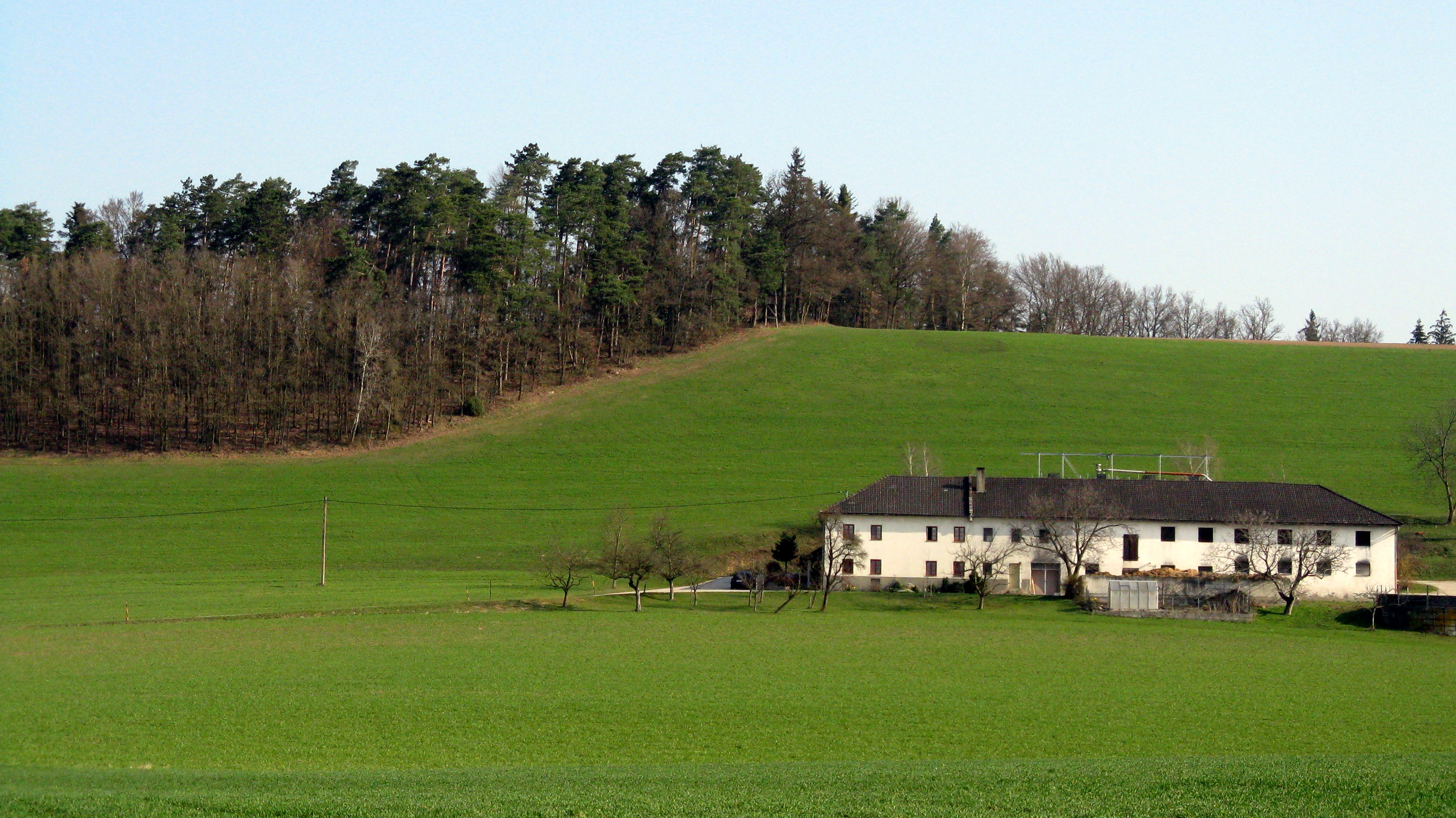
Preschnitzer-Höhe (Preschmitzer-Höhe), höchste Erhebung des Gemeindegebietes 415 m ü. A.

Das Gebiet der Stadtgemeinde Perg bedeckt eine Fläche von 26,44 km². Die größte Ausdehnung beträgt in Ost-West-Richtung 8,1 km und in Nord-Süd-Richtung 6,3 km.
Die Landeshauptstadt Linz ist 35 km in westlicher, die Bundeshauptstadt Wien 150 km in östlicher Richtung von Perg entfernt. Der nächste Grenzübergang nach Tschechien, Wullowitz in der Gemeinde Leopoldschlag, befindet sich nördlich von Perg in 55 km Entfernung. Der Bezirk Perg grenzt im Osten und im Süden an Niederösterreich. Im Osten befindet sich die Landesgrenze zwischen Ober- und Niederösterreich in einer Entfernung von 30 km bei Hirschenau in der Gemeinde St. Nikola an der Donau. In Richtung Süden führt der Weg nach Niederösterreich über die Donaubrücken in Mauthausen und Grein sowie über die eingeschränkt befahrbare Straße des Kraftwerks Wallsee-Mitterkirchen.
Die höchsten Erhebungen befinden sich in der Ortschaft Lehenbrunn nördlich des Anwesens Preschnitzer (Preschmitzer) auf rund 415 m ü. A. an den Gemeindegrenzen zu Münzbach und Windhaag sowie in der Ortschaft Lanzenberg (rund 407 m ü. A.) in der Nähe der Gemeindegrenze zu Allerheiligen. Die tiefsten Punkte des Gemeindegebietes mit weniger als 240 m ü. A. liegen südöstlich von Perg in der Ortschaft Auhof am Naarnkanal in Richtung Arbing.
Das Gemeindegebiet befindet sich einerseits in der fruchtbaren Machlandebene und andererseits im Untermühlviertler Schollenland, einem Ausläufer des Granit- und Gneisplateaus.
Perg grenzt zwar nicht an die Donau, diese fließt aber nur wenige Kilometer südwestlich und südlich an den Nachbargemeinden Naarn und Mitterkirchen im Machland vorbei.
Aus geologischer und geomorphologischer Sicht sowie unter Aspekten der Raumnutzung gehört das Gemeindegebiet von Perg zu 3 der 41 Raumeinheiten des Bundeslandes Oberösterreich. Alle Ortschaften und Ortschaftsteile des Gemeindegebietes in der Ebene liegen in der Raumeinheit Machland. Ein kleiner Teil des Perger Gemeindegebietes in den Ortschaften Lehenbrunn, Weinzierl und Lanzenberg gehört zur Raumeinheit Aist-Naarn-Kuppenland. Zwischen den beiden eben erwähnten Raumeinheiten liegt die Raumeinheit Südliche Mühlviertler Randlagen, zu der die teilweise dicht besiedelten südlich ausgerichteten Abhänge des Gemeindegebietes zählen. Die Grenze zwischen Machland und Südlichen Mühlviertler Randlagen verläuft von Aisthofen über Weinzierl, Zeitling, Perg, Thurnhof, Auhof und Tobra entlang der Straßen am Rand der Ebene.

### Geologie

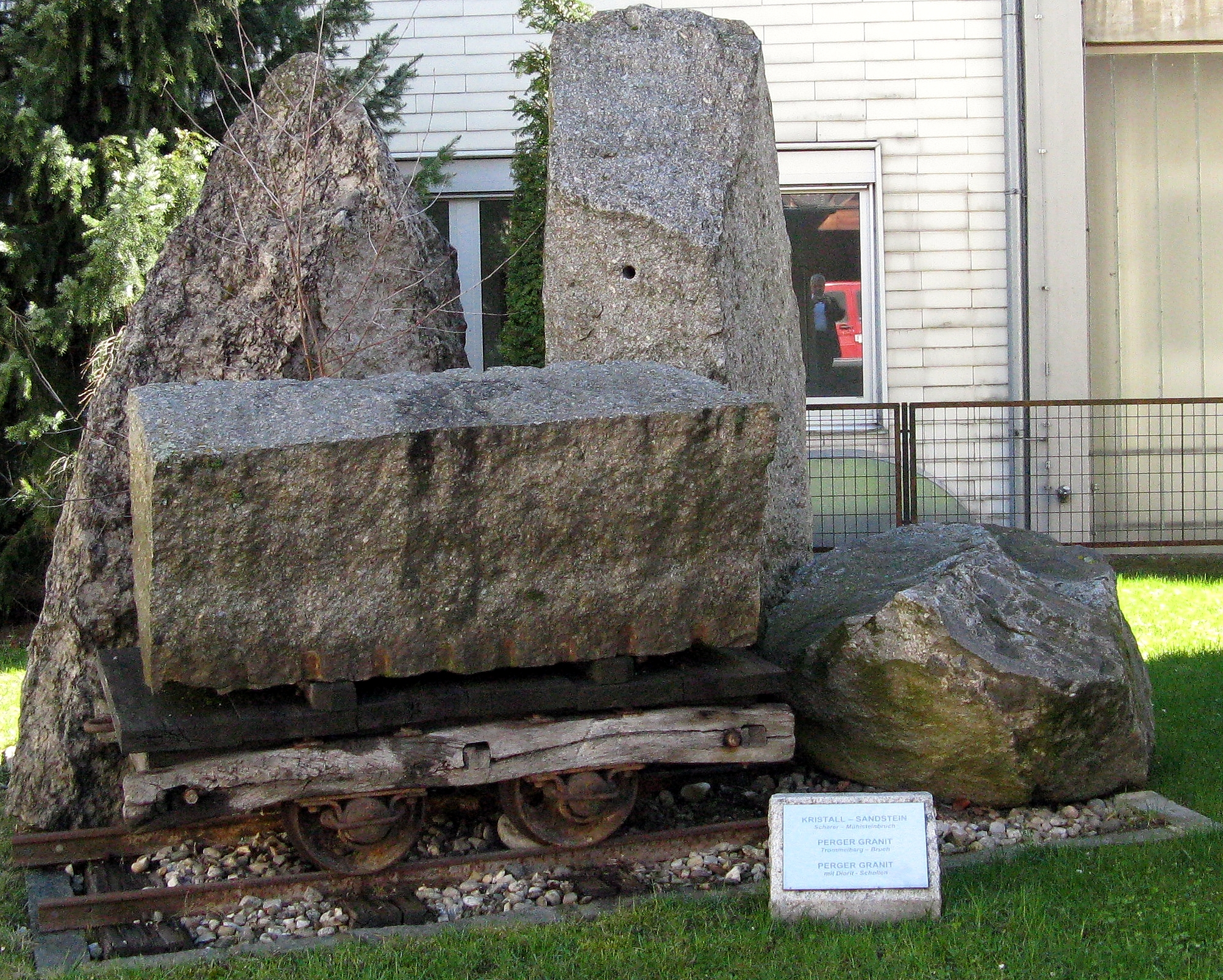
Gesteinsproben von Kristall-Sandstein und von Perger Granit

Der im Untermühlviertler Schollenland liegende Teil des Perger Gemeindegebietes besteht aus entlang von Brüchen abgesenkten Becken, die zum Teil mit paläogenen Meeres- und Flussablagerungen gefüllt sind. Dazwischen sind Horste erhalten geblieben. Die sich daraus ergebenden großen Höhenunterschiede bewegen sich in Perg zwischen 250 und 415 m. Der Wechsel von weiten Tälern mit engen felsigen Durchbruchstälern bedingt eine Untergliederung des Raumes in Kleinlandschaften. In den jüngeren Ablagerungen befinden sich die landwirtschaftlich am besten nutzbaren Böden.
Das Bergland im Norden des Gemeindegebietes stellt kristallines Grundgebirge dar und besteht aus Granit, während im Süden des Gemeindegebietes dieses Grundgebirge ein verhältnismäßig seichtes Becken vom Typus eines jungen Sedimentbeckens bildet. In der Gegend um Perg finden sich sowohl der ältere, grobkörnige Weinsberger Granit als auch die jüngeren, mittel- bis feinkörnige Mauthausener und Perger Granite. Zu den Verwitterungsprodukten des Grundgebirges auf dem Gemeindegebiet von Perg zählt der in Weinzierl abgebaute Kaolin. Vom Paläozoikum bis zum Känozoikum war das Gebiet Festland, danach sanken weite Teile des Landes unter den Meeresspiegel und wurden Meeresboden. Daher ist in Perg beispielsweise im Erdstall Ratgöbluckn auf Granit abgelagerter Meeressand vorzufinden. Darin haben sich Fossilien wie Haifischzähne, Fischschuppen oder Knochen von Seekühen (Schädelteil einer Seekuh: Metaxytherium pergense) erhalten. Im letzten Teil der geologischen Neuzeit hob sich das kristalline Grundgebirge wieder und es entstand kristalliner Sandstein, der in Perg für die Mühlsteinerzeugung verwendet wurde.
Als nutzbare Rohstoffe gibt es daher auf dem Gemeindegebiet heute insbesondere Granit, Sandstein und Kaolin, weshalb der Bergbau in Granit- und Sandsteinbrüchen sowie der Kaolinabbau insbesondere in den letzten Jahrhunderten in Perg und Umgebung wirtschaftlich eine Rolle spielte.
Das in der Donauebene des Machlandes befindliche Gebiet der Stadtgemeinde liegt in der Ebene auf 240 bis 260 m und zählt zu den niedrigst gelegenen Gebieten des Mühlviertels. Der stufenartige Abfall zur Donau längs deutlicher Erosionsränder hat entsprechende ökologische Unterschiede zur Folge, die von den Deckschichten und deren Böden, der Überschwemmungshäufigkeit und der Tiefenlage des fast geschlossenen Grundwasserkörpers abhängen. Perg ist seit historischer Zeit frei von Donauhochwassern. Die häufigen Überschwemmungen in der Perger Au, die fallweise auch das Stadtgebiet von Perg betreffen, sind auf die Hochwasser der Naarn und ihrer Zubringer zurückzuführen. Insbesondere die Fußzonen des Massivabfalls zählen in Perg zu den bevorzugten Siedlungszonen. Die Beckenlage mit dem temperaturbegünstigten südexponierten Hangfuß des Massivrandes ist eine ehemalige Weinbauzone, die zu Beginn des 21. Jahrhunderts wieder belebt wurde.

### Gewässer
Die Naarn fließt von Norden nach Süden durch die Gemeinde, zuerst in einem engen, tief eingeschnittenen Durchbruchtal und im Machland im regulierten Bett des Naarnkanals. Perg wird im Westen in der Ortschaft Aisthofen von der Aist und im Osten in der Ortschaft Tobra teilweise vom Tobrabach begrenzt.
Weitere Fließgewässer auf dem Gemeindegebiet sind der in die Aist entwässernde Aisthofnerbach, sowie die in die Naarn entwässernden Bäche Zeitlingerbach, Hinterbach, Thurnhofbach (im
Oberlauf Lamplbach genannt), Auhofbach (im Oberlauf Pergkirchnerbach genannt) und der Tobrabach (im Oberlauf Kropfmühlbach oder Altenburgerbach beziehungsweise Modlerbach genannt). Süd- und südöstlich von Perg wurden im 18. und 20. Jahrhundert in der Perger Au die Naarn und ihre Zubringerbäche reguliert.
Die auf dem Gemeindegebiet von Perg entspringenden Bäche Thurnhofbach und Auhofbach münden noch auf dem Gemeindegebiet in den künstlich angelegten Kleinen Naarnkanal, der als einziger Zufluss den in die Große Naarn mündenden Tobrakanal speist.
Der in der Nähe des Bauernhofes Kloiber auf dem Gemeindegebiet von Windhaag entspringende und zunächst Modlerbach beziehungsweise Altenburgerbach oder Kropfmühlbach genannte Tobrabach gelangt bei Altenburg (Gemeinde Windhaag) in der Nähe der Kropfmühle auf das Gemeindegebiet von Perg und bildet zunächst die Grenze zwischen Perg und Münzbach sowie ab der Einmündung des Falkenauerbaches die Grenze zwischen Perg und Arbing. Er besitzt ein Einzugsgebiet von 47,8 km² und wurde auf einer Länge von 17,3 km kartiert. In der Ortschaft Tobra wurde der Bach kanalisiert, südlich der Eisenbahnbrücke wird auf der rechten Seite der Tobrakanal ausgeleitet. Der Tobrabach ist vom Bereich der Ausleitung auf eine Länge von 200 Metern verrohrt, ändert etwa einen Kilometer flussabwärts der Ortschaft Tobra die Richtung in einem beinahe rechten Winkel und bildet dann die Grenze zwischen Arbing und Mitterkirchen.
Bei den stehenden Gewässern im Gemeindegebiet handelt es sich einerseits um künstlich angelegte Teiche, meist Löschwasserteiche oder Fischteiche im Umkreis von Ortschaften, beispielsweise in Pergkirchen, und andererseits um Grundwasseransammlungen in aufgelassenen Steinbrüchen und Tagbaugebieten, die weitgehend der natürlichen Sukzession überlassen werden, beispielsweise der ehemalige Mühlsteinbruch Kerngraben oder das seit Jahren weitgehend stillgelegte Kaolinabbaugebiet Weinzierl.
Perg war im 20. und 21. Jahrhundert ebenso wie in den vorangegangenen Jahrhunderten (siehe Hauptartikel Perger Au) von Hochwasserkatastrophen betroffen. Im Juli 1954 und im August 2002 mit teilweise höheren Wasserständen als 1954, gab es beträchtliche Überflutungen durch die Naarn und ihre Zubringer, verursacht durch lang anhaltende Niederschläge im Hinterland. Insbesondere die Naarntalstraße musste wegen der Hochwasserschäden 2002/03 umfassend saniert werden; das Naarntal war längere Zeit nicht durchgehend befahrbar. Große Schäden entstanden beispielsweise an den Kraftwerksanlagen und Druckrohrleitungen des Elektrizitätswerks Perg.

### Stadtgliederung und Flächennutzung

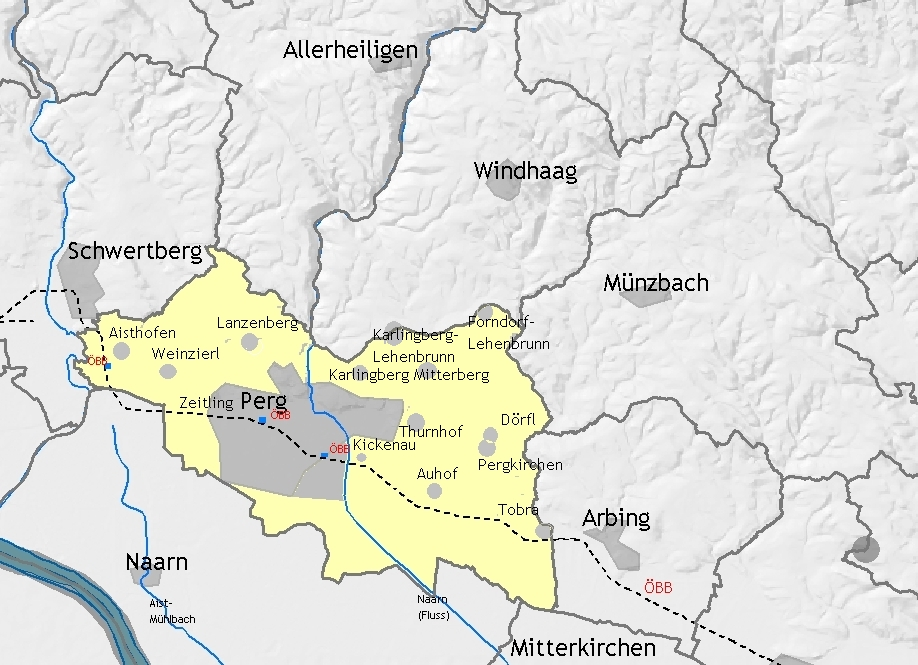
In grau auf gelbem Untergrund: Lage der Stadt und der Ortschaften im Gemeindegebiet von Perg

Der seit dem 13. Jahrhundert bestehende Markt Perg wurde 1784 Katastralgemeinde und 1848 Marktgemeinde. Die Gemeinde Perg besteht seit den Eingemeindungen vom 1. November 1938
aus den Gebieten der Ortsgemeinden Markt Perg, Pergkirchen und Weinzierl. Die vorhandene Gliederung in Katastralgemeinden blieb dabei erhalten. 1946 gab es Bestrebungen, die Eingemeindung von Pergkirchen rückgängig zu machen. Bei einer Volksabstimmung sprachen sich jedoch 85 % der Pergkirchner Einwohner für einen Verbleib bei Perg aus.
| Katastralgemeinden                                           | Ortschaften in der Gemeinde |
| ------------------------------------------------------------ | --- |
| Perg (7,52 km²) Pergkirchen (11,59 km²) Weinzierl (7,33 km²) | Aisthofen (D) · Auhof (D) · Dörfl (ZH) · Karlingberg (Stt) Poschachersiedlung (Sdlg) Kickenau (ZH) · Lanzenberg (D) · Lehenbrunn (R) Pasching (R) Mitterberg (Sdlg) · Perg (Stt) Pergkirchen (D) · Thurnhof (R) · Tobra (D) · Weinzierl (D) · Zeitling (Stt) |
| Legende                                                      | |

| In der Spalte Katastralgemeinden sind sämtliche Katastralgemeinden einer Gemeinde angeführt. In der Klammer ist die jeweilige Fläche in km² angegeben. |
| In der Spalte Ortschaften sind sämtliche von der Statistik Austria erfassten Siedlungen, die auch eine eigene Ortschaftskennziffer aufweisen, angeführt. In der Hierarchieebene derselben Spalte, rechts eingerückt, werden nur Ansiedlungen, die mindestens aus mehreren Häusern bestehen, dargestellt. Die wichtigsten der verwendeten Abkürzungen sind: - M = Hauptort der Gemeinde - Stt = Stadtteil - R = Rotte - W = Weiler - D = Dorf - ZH = Zerstreute Häuser - Sdlg = Siedlung - Hgr = Häusergruppe - E = Einzelgehöft (nur wenn sie eine eigene Ortschaftskennziffer haben) Die komplette Liste der Statistik Austria ist in: Topographische Siedlungskennzeichnung nach STAT Zu beachten ist, dass manche Orte unterschiedliche Schreibweisen haben können. So können sich Katastralgemeinden anders schreiben als gleichnamige Ortschaften bzw. Gemeinden. Quelle: Statistik Austria – |

Die drei ehemals selbständigen Gemeinden sind in folgende Ortschaften unterteilt (in Klammern Einwohnerzahl Stand 1. Jänner 2024):
- Die Katastralgemeinde (KG) Perg mit einer Fläche von 7,61 km² umfasst das engere Ortsgebiet von Perg (6762) und die Ortschaft Kickenau (10).
- Die KG Pergkirchen mit 10,95 km² besteht aus den Ortschaften Auhof (129), Dörfl (54), Karlingberg (210), Lehenbrunn (159), Mitterberg (193), Pergkirchen (387), Thurnhof (319) und Tobra (220).
- Auf dem Gebiet der 7,88 km² großen KG Weinzierl befinden sich die Ortschaften Aisthofen (220), Lanzenberg (288), Weinzierl (214) und Zeitling (294).

Die Ortschaftsbezeichnungen Markt, Obervormarkt, Untervormarkt, Hainbuchen, Kropfmühle und Pasching sind zwar noch umgangssprachlich gebräuchlich, werden jedoch nicht mehr als offizielle Ortschafts- oder Straßennamen von Perg verwendet.
Die Gesamtfläche der Stadt ist folgendermaßen aufgeteilt:
Fast fünf Sechstel des Perger Gemeindegebietes bestehen aus land- und forstwirtschaftlich genutzten Flächen, wobei auf die Landwirtschaft 65,35 % und auf Wald 17,39 % entfallen. Die verbleibenden Flächen teilen sich in 0,97 % Wasserflächen, 1,8 % Bauflächen, 7,78 % Gärten und 6,71 % sonstige Flächen auf.

### Nachbargemeinden
Perg ist von sieben Gemeinden umgeben, die alle dem Bezirk Perg angehören. Im Norden grenzt die Stadtgemeinde Perg an die Gemeinden Allerheiligen und Windhaag, im Westen und Nordwesten an die Marktgemeinde Schwertberg sowie im Süden und Südwesten an die Marktgemeinde Naarn. Mitterkirchen befindet sich südlich von Perg. Östlich von Perg schließt das Gebiet der Gemeinde Arbing und der Marktgemeinde Münzbach an jenes von Perg an.
In den Ortschaften Karlingberg und Lehenbrunn grenzen die Siedlungen der Stadt Perg nördlich direkt an Wohngebiete der Gemeinde Windhaag. In der Ortschaft Tobra reicht im Osten eine Siedlung der Gemeinde Arbing bis an die Gemeindegrenze heran. Die Ortschaft Aisthofen trifft am Nordrand unmittelbar auf ein Wohngebiet der Gemeinde Schwertberg.

### Klima
Die nächstgelegenen Klimastationen befinden sich in Allerheiligen (542 m ü. A.), Amstetten (318 m ü. A.), Linz (263 m ü. A.) und Pabneukirchen (595 m ü. A.). Deren Daten bilden die Grundlage für die Beschreibungen des Klimas in den drei für Perg relevanten Raumeinheiten.
Das Jahresmittel der Lufttemperatur im Hügelland ist 8 bis 9 °C und in der Ebene 10 °C. Kühlster Monat ist der Jänner mit mittleren Temperaturen von −1,5 bis −2,1 °C und wärmster der Juli mit einem Temperaturmittel zwischen 17,7 und 18,8 °C. Die Niederschläge liegen sowohl in der Machlandebene als auch auf den Hanglagen des Untermühlviertler Schollenlandes zwischen 700 und 800 mm pro Jahr. Winde kommen am häufigsten aus dem Westen, am zweithäufigsten aus dem Osten.
Im Heimatbuch von 1933 wurden die klimatischen Verhältnisse im Markt Perg beschrieben:
Der Markt Perg liegt in sehr geschützter Lage; die Berge im Westen halten die rauen Westwinde ab, ebenso die nördlich gelegenen Berge die kalten Nordwinde. Da die Landschaft gegen Süden, gegen das Machland, offen ist, können die warmen Südwinde ungehindert heran. Im Naarntal ist die Temperatur im Winter niedriger als in der Ebene. Allerdings leidet der Ort im Spätherbst und Vorfrühling unter dem starken Donaunebel, der gar oft bis in den Ort eindringt.
|                        | Jan  | Feb  | Mär | Apr | Mai  | Jun  | Jul  | Aug  | Sep  | Okt | Nov | Dez  |   |     |
| Mittl. Temperatur (°C) | −2,2 | −0,5 | 2,6 | 7,6 | 12,1 | 15,5 | 17,8 | 16,5 | 13,2 | 8,2 | 3,0 | −0,9 | ⌀ | 7,8 |

|  |

|  |

|  |

|  |

|  |

|  |

|  |

|  |

|  |

|  |

|  |

|  |

|  |

|  |

|  |

|  |

|  |

|  |

|  |

|  |

|  |

|  |

|  |

|  |

Besonders nasse, heiße und trockene Sommer und besonders milde Winter sind dort bis ins 11. Jahrhundert zurück aufgelistet. Am 11. Februar 1929 konnten - 30 °C und am 25. Jänner 1834 + 14 °C in Perg gemessen werden.
Die Stadtgemeinde Perg ist seit 2001 Klimabündnis-Partnerstadt und kann auf eine Reihe von eigenen Aktivitäten zur Lösung globaler Umweltprobleme verweisen. Als Beispiele für die lokalen Maßnahmen sind insbesondere die Förderaktionen für energiesparende Maßnahmen privater Haushalte, der Anschluss öffentlicher Gebäude an das Fernwärmenetz des örtlichen Fernheizwerkes, die Abwärmenutzung des Blockheizkraftwerkes im Machlandbad und bewusstseinsbildende Maßnahmen anzuführen.

## Bevölkerung

### Bevölkerungsentwicklung
Zu Beginn des 19. Jahrhunderts haben auf dem heutigen Gemeindegebiet von Perg um die 2000 Personen gelebt. 1809 wurde die Anzahl der Häuser mit 320 angegeben.
1851 hatte Perg einschließlich der beiden später eingemeindeten Katastralgemeinden Pergkirchen und Weinzierl 2313 Einwohner. Bis zum Beginn des Zweiten Weltkrieges stieg die Einwohnerzahl auf 3512 an. Sie wächst seit den 1950er Jahren deutlich stärker als die des Bezirks Perg und des Bundeslandes Oberösterreich.

### Bevölkerungsstruktur nach Geschlecht, Alter und Bildung
Die Stadt Perg hatte am 1. Jänner 2018 8.388 Einwohner, davon 4.109 Männer und 4.279 Frauen, und ist damit, bezogen auf die Einwohneranzahl, die größte Stadt des Mühlviertels, gefolgt von Freistadt. Von den Gemeinden des Mühlviertels hatte am angeführten Stichtag nur die Gemeinde Engerwitzdorf mehr Einwohner als die Stadtgemeinde Perg.
Die grobe Altersstruktur der Perger Bevölkerung liegt zum 31. Oktober 2012 vor und zeigt, dass 69 % der Perger über 15 und unter 65 Jahre alt sind. Mit 16,1 % ist rund ein Sechstel der Bevölkerung jünger und mit 14,9 % rund ein Siebentel der Bevölkerung älter. Während der Frauenanteil in der Hauptgruppe annähernd dem Anteil an der gesamten Bevölkerung entspricht, liegt er bei der jüngeren Bevölkerung mit 49,3 % bereits deutlich unter und bei der älteren Bevölkerung mit 56,9 % deutlich über dem Anteil an der gesamten Bevölkerung.
Von den 6.981 Pergern, die 2015 über 15 Jahre alt waren, verfügen 727, das sind 10 %, über den Abschluss einer Universität, Fachhochschule oder Akademie. Weitere 876 Perger, das sind 13 % der relevanten Bevölkerungsgruppe, haben maturiert. 3.307 Perger, das sind mit 47 % fast die Hälfte der über Fünfzehnjährigen, haben eine Lehre oder berufsbildende mittlere Schule abgeschlossen. 2071 oder 30 % der Perger haben nur einen Pflichtschulabschluss.

### Herkunft und Sprache
Herkunft und Sprache der Bevölkerung von Perg zeigt zwischen der Volkszählung vom 15. Mai 2001 und der Registerzählung zum 31. Oktober 2011 folgende Entwicklung: (Werte 2001 in Klammer, überarbeitet): 90,1 (91,2) % der Perger Einwohner sind österreichische Staatsbürger und 86,5 (89,9) % wurden in Österreich geboren. 2,5 (0,8) % der Perger kommen aus anderen EU-Staaten, 7,3 (9,3) % aus Nicht-EU-Staaten.
Der mittel- oder donaubairische Dialekt ist eine bairische Dialektform, die in ganz Oberösterreich verbreitet ist. Der ostösterreichische Zweig des Mittelbairischen geht auf die Mundart des durch die bairische Ostsiedlung entstandenen babenbergischen Herrschaftsgebietes Ostarrichi zurück.

### Religion
Bei der Volkszählung 2001 haben 6.057 Personen (85 %) römisch-katholisch als Religionsbekenntnis angegeben, 512 (7,2 %) islamisch, 114 (1,6 %) evangelisch, 62 (0,9 %) orthodox und 95 (1,4 %) sonstige Glaubensrichtungen. 289 (4,1 %) Perger haben sich zu keiner Religion bekannt.
Das Dekanat Perg der katholischen Diözese Linz wurde 1974 gegründet. Der Dechant wird aus dem Kreis der Pfarrer des Dekanats gewählt. Seit September 2010 ist Pfarrer Konrad Hörmanseder, der Pfarrer von Perg und Pergkirchen Dechant. Damit kam erstmals seit Bestehen des Dekanates der Dechant aus einer der beiden Pfarren des Gemeindegebiets. Im Perger Pfarrgebäude ist die für den gesamten Bezirk Perg zuständige Kirchenbeitragsstelle untergebracht. Der Seelsorgsraum Perg umfasst innerhalb des Dekanats Perg die Pfarren Allerheiligen, Münzbach, Perg, Pergkirchen Rechberg und Windhaag.
Auf dem Gebiet der Stadtgemeinde Perg befinden sich die katholischen Pfarren Perg und Pergkirchen. Die Pfarre Perg reicht im Norden über das Gebiet der Stadtgemeinde Perg hinaus. Von der Gemeinde Allerheiligen gehört ein Teil der Katastralgemeinde Lebing und von der Gemeinde Windhaag die Ortschaft Kuchlmühle und der Großteil von Karlingberg dazu. Aisthofen gehört zur Pfarre Schwertberg. Die Grenzen der Pfarrgemeinde Pergkirchen entsprechen weitgehend denen der gleichnamigen Katastralgemeinde.
In Perg bestehen neben den katholischen Kirchen in Perg und Pergkirchen Versammlungsräume der Christlichen Gemeinde (Freikirche), der Muslime und der Zeugen Jehovas. Die Mitglieder der evangelischen Kirche gehören zur Pfarrgemeinde Enns. Die Muslime haben in Perg mehrere lokale Kulturvereine gegründet, darunter den ALIF (Integration und Kultur Verein – Perg Egitim Merkezi (PEM)) und den Perger Alevi Kültür Dernegi (Perger Alevitischen Kultur Verein – PAKD)
Letzter begann im Juli 2013 im Westen von Perg mit der Errichtung eines Vereinshauses mit etwa 900 Quadratmeter Nutzfläche auf einem 2600 Quadratmeter großen Areal, wo sich regelmäßig etwa 100 und bei Großveranstaltungen bis zu 250 Personen treffen können.
Die Barmherzige Schwestern vom heiligen Kreuz (Kreuzschwestern) sind seit 1891 mit einem Stützpunkt in Perg vertreten. Die einzige zuletzt noch in Perg verbliebene Ordensschwester leitete bis Mitte 2010 den Kindergarten des Kindergartenvereins Perg in der Friedhofstraße.

## Geschichte

### Urzeit und Antike
In der Ortschaft Weinzierl wurde in den 1990er Jahren eine eiszeitliche Jägerstation aus der späten Altsteinzeit (vor rund 30.000 Jahren, Aurignacien) festgemacht.
Die Anwesenheit von Menschen in der Jungsteinzeit ist durch diverse Funde von Steinbeilen und deren Bruchstücke aus der Zeit zwischen 5000 und 1500 vor Christus belegt. Bedeutsam ist der Fund von Wohngruben und eines Töpferofens aus der Hallstattzeit (600 vor Christus) in der Ortschaft Auhof bei Perg.
Während der Römerzeit lag die Gegend um Perg nördlich der Grenze der Provinz Noricum am Limes des Römischen Reiches - der damals in diesem Bereich von der Donau gebildet wurde - innerhalb einer 7,5 km breiten Pufferzone zwischen Römern und Barbaren. Das römische Kastell Adiuvense (Wallsee) und das römische Militärlager Lauriacum (Enns/Lorch) lagen in Sichtweite. Siedlungsspuren aus dieser Zeit sind auf dem Gebiet der Gemeinde Perg nicht nachweisbar.

### Mittelalter

Wappen der Herren von Perg (nach Skizze von Leopold Josef Mayböck)

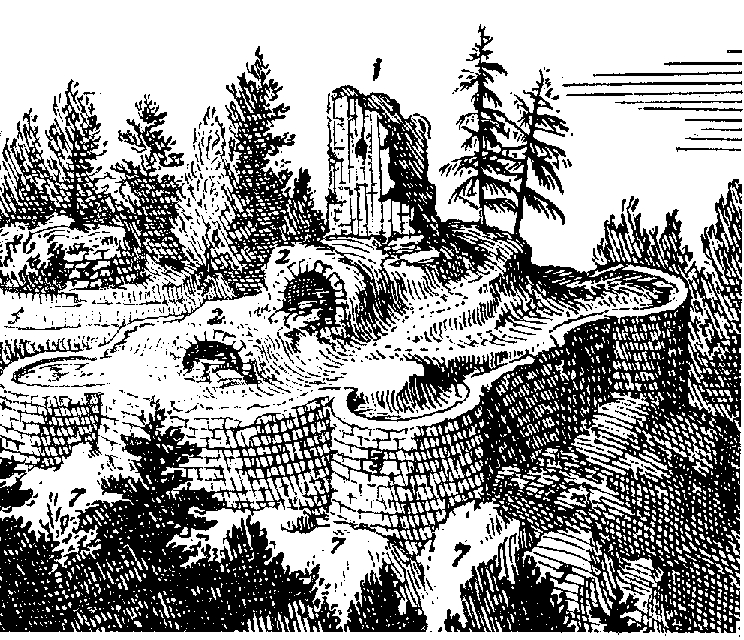
Burgruine Mitterberg, einstmals größte Burganlage des Mühlviertels

Nach der Völkerwanderungszeit siedelten sich in der Gegend von Perg zeitgleich Baiern und Slawen an. Beide Völker hinterließen Spuren in den Orts- und Hausbezeichnungen. Funde von Grabbeigaben aus dem bei Auhof entdeckten Gräberfeld aus dem 7. und 8. Jahrhundert nach Christus belegen den in dieser Zeit dort erfolgten Übergang vom Heidentum zum Christentum.
Ab dem 9. Jahrhundert gehörte das Gebiet zur Awarenmark. Der Herrensitz in der Ortschaft Aisthofen auf dem Gebiet der Katastralgemeinde Weinzierl war Mittelpunkt und Verwaltungssitz des jahrhundertelang so genannten Regensburger Luß. In der zweiten Hälfte des 10. Jahrhunderts wurden die Babenberger mit der Befriedung der Donaumark betraut. Das Machland war Teil dieser Mark, die als Kernland Österreichs gilt und vom Erlabach östlich der Enns beiderseits der Donau bis westlich des Wienerwaldes reichte. Leopold I. wurde 976 Markgraf und 996 erfolgte erstmals die urkundliche Erwähnung der Bezeichnung Ostarrichi (Österreich) für diese Gegend.
Die schriftlich belegbare Geschichte der heutigen Ortschaft und Katastralgemeinde Pergkirchen begann mit dem Auftreten der Herren von Perg und Machland etwa ab 1050. Bereits 1088 wurde in Pergkirchen die Martinskirche geweiht, die 1142 zur Pfarrkirche Pergkirchen wurde. Markgraf Leopold III., der Heilige, war um 1100 in erster Ehe mit einer Tochter der Herren von Perg verheiratet.
Die Vogtburg der Herren von Perg stand oberhalb der frühen Siedlung Perg auf der Anhöhe Dollberg. Die Feste Mitterberg der Herren von Perg auf dem Gebiet von Pergkirchen fiel wie die Burg Perg nach dem Aussterben der Herren von Perg spätestens 1191 an die Babenberger. Mitterberg wurde zur größten Burganlage des Mühlviertels ausgebaut und war nach der Burg Schaunburg (Gemeinde Hartkirchen) die zweitgrößte Burg im Gebiet des heutigen Oberösterreich. Von 1278 bis 1491 war Mitterberg Sitz des Landgerichtes Machland.
Die Ortschaft Perg ist eine Gründung der Babenberger,
und deren Bürger erhielten bereits 1269 Marktrechte. Im mittelalterlichen Markt Perg spielte die Bürgerschaft, unter anderem die bedeutenden Zünfte der Mühlsteinbrecher, Steinmetze und der Hafner, eine wichtige Rolle.
Der habsburgische Landesherr Rudolf I. unterstellte den Markt Perg der großen Herrschaft Freistadt. Die Eigenständigkeit blieb zwar erhalten, es musste aber bei grundlegenden Entscheidungen die Bewilligung der landesfürstlichen Herrschaft eingeholt werden und die Bürger des Marktes mussten eine jährliche Abgabe an die jeweiligen Grundherrschaften entrichten.
Über Perg führten bereits ab dem 11. Jahrhundert Routen des Jakobswegs aus Böhmen (Budweis – Neumarkt im Mühlkreis – Schönau im Mühlkreis – Perg) und aus Mähren (Kautzen – Zwettl – Altmelon – Nöchling – Perg) und dann weiter nach Asten. Urkundlich erwähnt wurde in Perg erst 1416 eine Jakobskapelle.

### Neuzeit

#### 16. bis 19. Jahrhundert

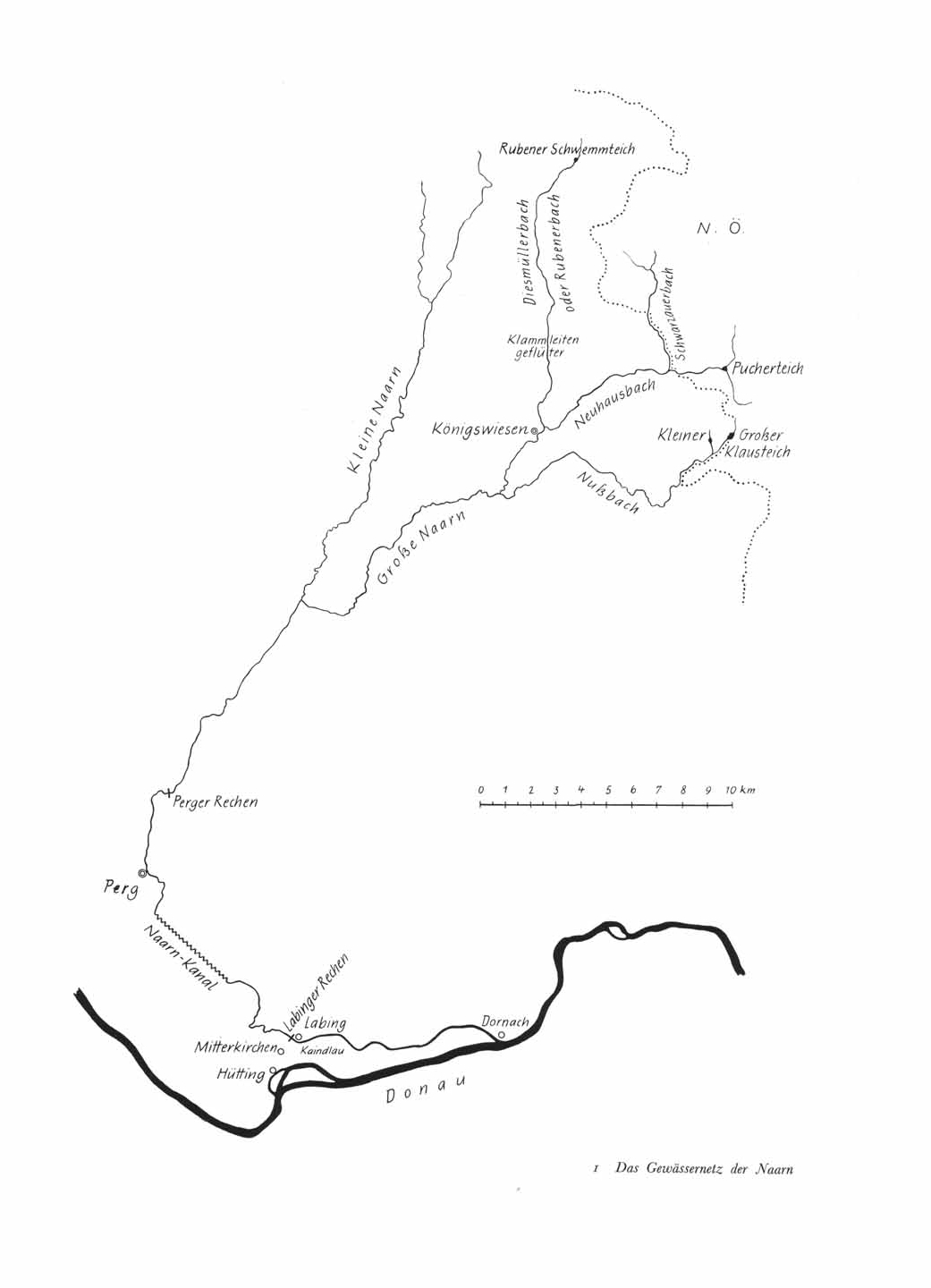
Gewässernetz der Naarn zur Zeit der Scheiterschwemme (1755–1938)

Die Pfarre Perg entstand 1542 durch Abtrennung von der Altpfarre Naarn, bereits zuvor wurde eine Jakobskapelle beziehungsweise Jakobskirche mit einem ersten Perger Friedhof um die Kirche errichtet.
Im Markt Perg spielte die Reformation keine besondere Rolle. Es gab in der Pfarre Perg keine protestantischen Pfarrer. An Stelle katholischer Schulmeister wurden ab 1609 Prädikanten und lutherische Schulmeister beschäftigt. Der Perger Bürger Leonhard Lanß, der Vater von Thomas Lanß, dem späteren Professor am Collegium Illustre in Tübingen, dürfte Protestant gewesen sein, da er seinen Sohn bereits Anfang der 1590er Jahre an die Evangelische Landschaftsschule nach Linz schickte.
Die Pfarre Pergkirchen gehörte im 16. Jahrhundert zur Herrschaft Windhaag. Da der Vogtherr, Friedrich von Prag, protestantisch war, bestellte er in Pergkirchen wahrscheinlich ab 1558 oder 1574 protestantische Pfarrer. Diese hatten beträchtlichen Zulauf aus nahen und entfernten Gemeinden, da es in der Gegend nur wenige Pastoren gab.
1624 mussten alle protestantischen Prediger und Schulmeister abdanken und das Land verlassen. Die Perger und Pergkirchner wurden wieder katholisch gemacht.
Während der Napoleonischen Kriege wurde das Machland immer wieder von feindlichen Verbänden durchzogen. 1805 richteten französische Truppen unter General Édouard Adolphe Mortier unter anderem in Perg ein Lager ein, 1809 marschierten württembergische Soldaten durch das Mühlviertel, verbunden mit Einquartierungen und Plünderungen. Die Gegend um Perg war zeitweilig Kriegsschauplatz. General Scheibler schlug mit österreichischen Truppen sein Hauptquartier in Perg auf.
Der Gemeinschaftsbesitz der Perger Bürger ging nach der Revolution von 1848/1849 im Kaisertum Österreich auf die Marktkommune Perg über. Der größte Teil der Grundstücke wurde auf die Eigentümer der Bürgerhäuser aufgeteilt. 1958 wurde die Marktkommune aufgelöst. Die Marktgemeinde Perg übernahm ihre Verpflichtungen, die Gebäude und einzelne Grundstücke.
Von der Mitte des 18. Jahrhunderts bis kurz vor dem Zweiten Weltkrieg waren im Frühjahr viele Personen etwa vier Wochen lang mit der Scheiterschwemme auf der Naarn beschäftigt. Siehe dazu auch
Hauptartikel: Perger Schwemmplatz.

#### 20. und 21. Jahrhundert

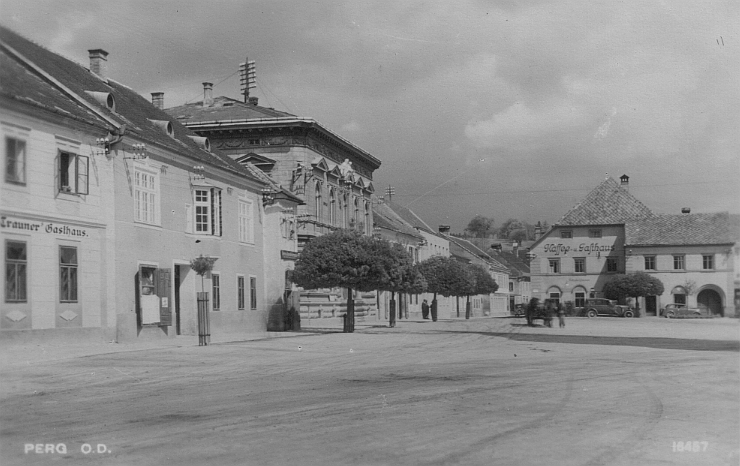
Hauptplatz von Perg um 1930

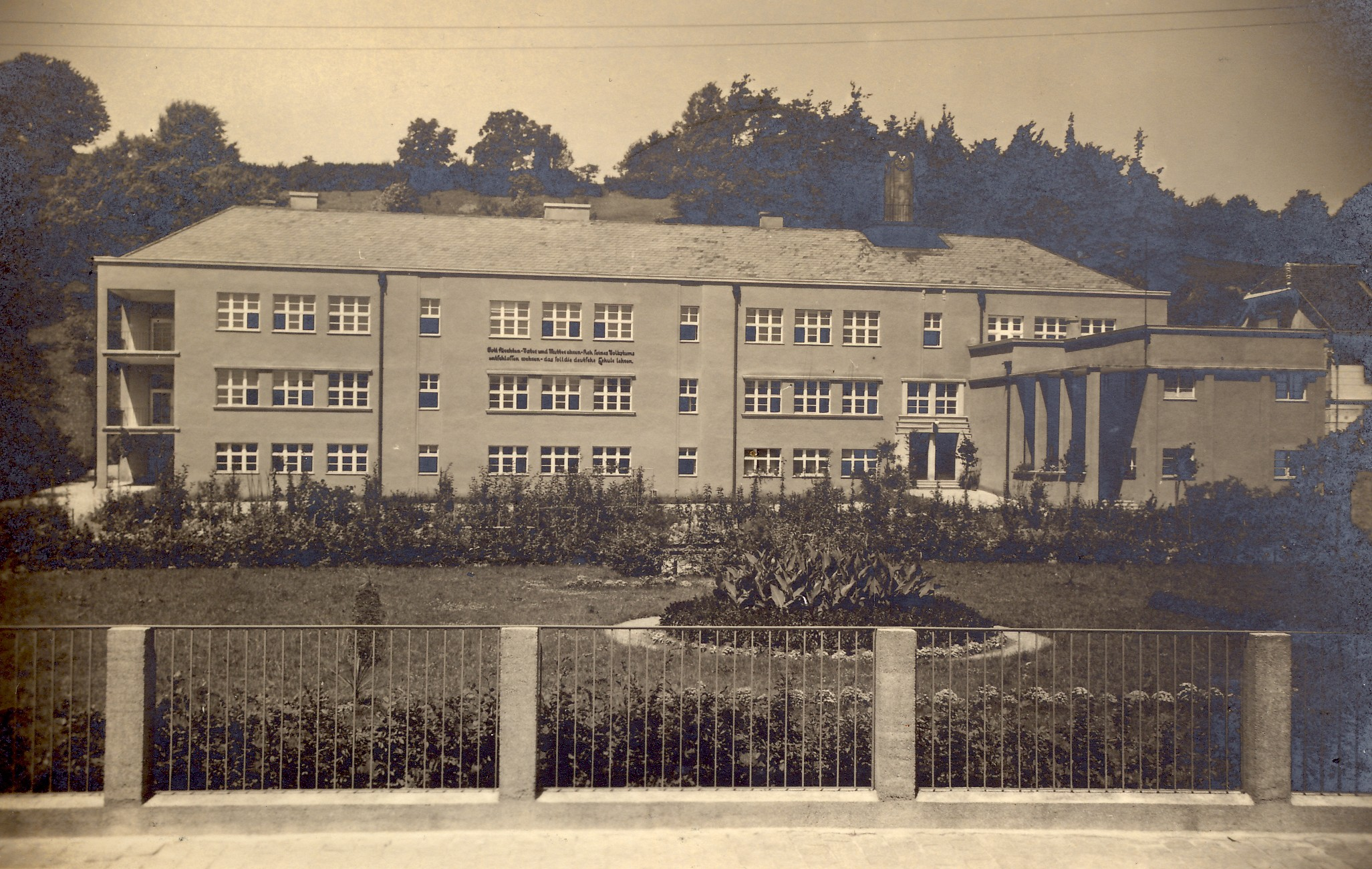
Hauptschule von Perg um 1931

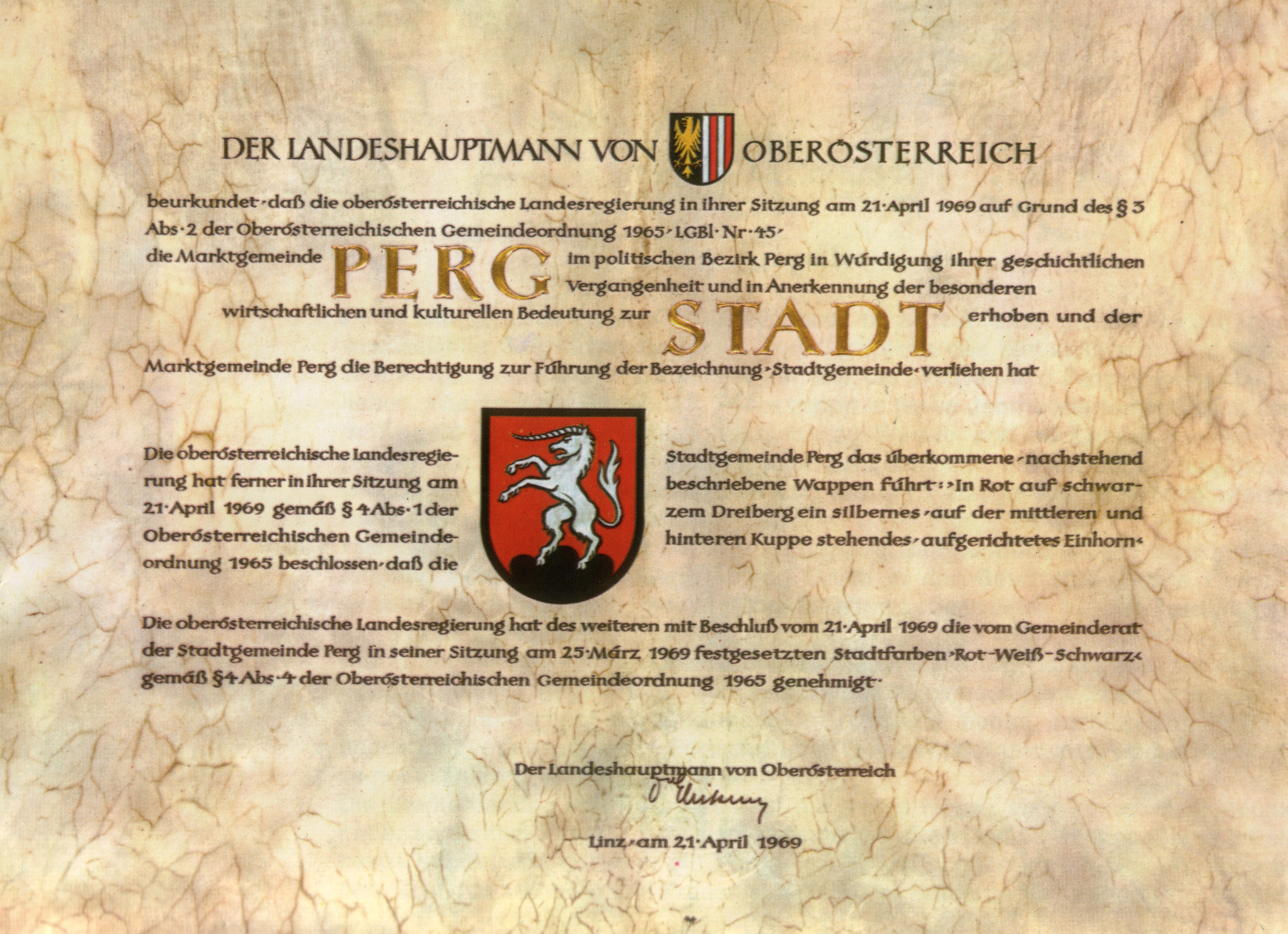
Stadterhebungsurkunde 1969

Von den Ereignissen des Ersten Weltkrieges wird berichtet, dass ein Großteil der Glocken der Pfarrkirchen in Perg und Pergkirchen sowie der Perger Kalvarienbergkirche als kriegswichtiger Rohstoff abzuliefern waren, ebenso wie ein Großteil der Pferde, die in den Kriegsdienst gestellt wurden. Die Nahrungsmittelversorgung war auch in Perg katastrophal und für die Versorgung von Verwundeten wurden Reservelazarette eingerichtet, die der Gemeindearzt betreute.
Nach dem Krieg ließen die auf dem Gebiet des heutigen Perg liegenden Gemeinden und Ortschaften Notgeld drucken. In die Zwischenkriegszeit fiel in Perg die Verwirklichung von öffentlichen Bauvorhaben wie der Bau der Hauptschule und des Feuerwehrzeughauses. Der Turnverein errichtete eine neue Turnhalle.
Am 12. März 1938 marschierte die deutsche Wehrmacht in Österreich ein. Auch in Perg machte eine kleinere Einheit des deutschen Militärs Station. Die Volksabstimmung ergab auch in Perg eine fast vollständige Zustimmung zum Anschluss an das Deutsche Reich. Perg gehörte vom Anschluss bis 8. Mai 1945 zum Gau Oberdonau. Mit der Eingliederung wurde sofort begonnen. Dies war verbunden mit Währungswechsel, Zensur, Auflösung von Parteien und Vereinen und anderen Maßnahmen. Durch die Zusammenlegung der Katastralgemeinden Pergkirchen und Weinzierl mit der Marktgemeinde Perg am 1. November 1938 erreichte die Stadt Perg die heutige Ausdehnung. Perg wurde Kreishauptstadt. In Perg wurde der Reichsarbeitsdienst mit der Naarnregulierung und Entsumpfung der Au beauftragt, die Arbeiten kamen jedoch kriegsbedingt wieder ins Stocken. Im Verlauf des Krieges wurden in Perg neuerlich Reservelazarette eingerichtet. An Stelle der im Kriegseinsatz befindlichen Männer und Burschen wurden zunehmend Frauen und Mädchen für Arbeitseinsätze herangezogen. Perg war von gezielten Bombenangriffen nicht betroffen. Gefahr drohte von Notabwürfen im Verlauf von Luftkämpfen beim Anflug auf Linz. Insgesamt sind in Perg und Pergkirchen 197 Soldaten gefallen.
1945 lag Perg ab 5. Mai 1945 kurze Zeit in der amerikanischen und ab 9. Mai 1945 bis 1955 in der sowjetischen Besatzungszone. Die unmittelbare Nachkriegszeit war geprägt von der Auflösung des Konzentrationslagers Mauthausen und den damit verbundenen Flüchtlingsströmen, Versorgungsmängeln und der anschließenden Normalisierung mit den ersten freien Wahlen in Österreich.
Nach dem Zweiten Weltkrieg, insbesondere aber nach dem Abzug der sowjetischen Besatzungstruppen im Jahr 1955, entwickelte sich Perg zu einem wesentlichen Wirtschafts-, Verwaltungs-, Ärzte-, Schul- und Freizeitzentrum des Bezirks Perg. Damit verbunden war ein überdurchschnittliches Ansteigen der Einwohnerzahl, die sich seit 1851 mehr als verdreifachte, sowie eine rege Wohnbautätigkeit in allen drei ehemals selbständigen Gemeinden.
Als Gründe für die überdurchschnittliche Entwicklung sind weitsichtige Planungen und die kontinuierliche Wohnbau- und Schulbautätigkeit nach dem Zweiten Weltkrieg bei gleichzeitigem Auf- und Ausbau der Infrastruktur anzusehen. Beispiele sind der Ortsbebauungsplan aus dem Jahr 1948, die ersten Wohnbauten 1953 und zahlreiche Schulbauten zunächst im Bereich der Pflichtschulen, später auch im Bereich der mittleren und höheren Schulen.
700 Jahre nach Erlangung der Marktrechte wurde Perg 1969 von der Oberösterreichischen Landesregierung zur Stadt erhoben.
2002 war Perg von einem Doppel-Hochwasser betroffen mit katastrophalen Überflutungen sowohl an der Naarn als auch an ihren Zubringern und beträchtlichen Schäden an Straßen, Uferbefestigungen, Kraftwerksanlagen und Druckrohrleitungen.

## Politik

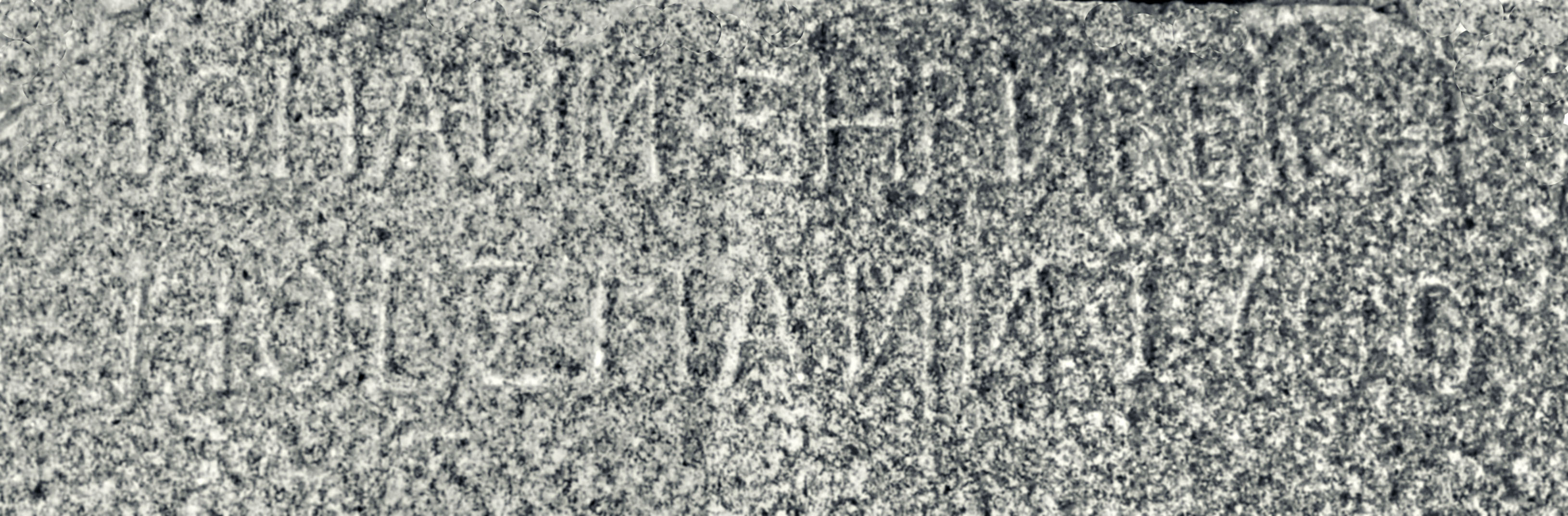
JOHANN EHRNREICH HOLZMANN 1660. 1723 Marktrichter in Perg.

### Marktrichter und Marktkommune
Perg wurde in den letzten Jahrzehnten der Babenbergerzeit Ende des 12. oder in der ersten Hälfte des 13. Jahrhunderts gegründet. Hinweise auf die Gründungszeit ergeben sich aus der rechteckigen Form des Hauptplatzes.
Nach der Verleihung der Marktrechte 1269 wurde 1280 ein judicium (Marktgericht) für Perg beurkundet. Die Namen der Marktrichter sind erst für den Zeitraum ab 1566 bis 1848 bekannt.
Zu Beginn des 19. Jahrhunderts erhielten die Marktrichter die Funktion eines Bürgermeisters, dem ein Syndikus zur Seite stand. Der letzte Perger Marktrichter, Karl Gabessamb, war von 1848 bis 1855 der erste Bürgermeister der ab 1848 selbständigen Marktgemeinde Perg.
Das Archiv der Marktkommune Perg ist unvollständig. Die noch vorhandenen Urkunden enthalten neben den Bestätigungen von Marktprivilegien durch die Landesfürsten und dem Marktbuch mit Abschriften aus dem 16. bis 19. Jahrhundert insbesondere fast alle Gerichtsprotokolle von 1603 bis 1800.

### Gemeinderat
Der Gemeinderat hat 37 Mitglieder.
1945 erreichte die ÖVP die absolute Mehrheit, gefolgt von der SPÖ und weit abgeschlagen der KPÖ. Ab 1949 war die SPÖ die stärkste Partei und erreichte 1955 die absolute Mehrheit. Die Wahlpartei der Unabhängigen (WdU) erreichte 1949 rund 1/6 der Stimmen, die Kommunisten und Linkssozialisten hatten unbedeutende Stimmanteile. Seit 1961 ist die ÖVP in Perg stärkste Partei und erzielte 1967 bis 1985 und ab 2003 die absolute Mehrheit der Stimmen bzw. Mandate. Die SPÖ als bis 2015 zweitstärkste Partei erzielte Stimmanteile zwischen 18,9 und 42,3 %, die Freiheitliche Partei zwischen 5,1 und 24,05 %. Sie löste 2015 die SPÖ als zweitstärkste Partei ab. 1991 und 1997 kandidierte die Bürgerliste engagierter Perger (BEP) und stellte mit jeweils vier Mandaten auch einen Stadtrat. Die Grünen kandidierten 2015 erstmals für den Perger Gemeinderat und erhielten mit 10,15 % der Stimmen 3 Gemeinderatssitze.
- Mit den Gemeinderats- und Bürgermeisterwahlen in Oberösterreich 2003 hatte der Gemeinderat folgende Verteilung: 16 ÖVP, 13 SPÖ und 2 FPÖ. (31 Mandate)
- Mit den Gemeinderats- und Bürgermeisterwahlen in Oberösterreich 2009 hatte der Gemeinderat folgende Verteilung: 18 ÖVP, 10 SPÖ und 3 FPÖ. (31 Mandate)
- Mit den Gemeinderats- und Bürgermeisterwahlen in Oberösterreich 2015 hatte der Gemeinderat folgende Verteilung: 19 ÖVP, 8 FPÖ, 7 SPÖ und 3 GRÜNE. (37 Mandate)
- Mit den Gemeinderats- und Bürgermeisterwahlen in Oberösterreich 2021 hat der Gemeinderat folgende Verteilung: 16 ÖVP, 9 FPÖ, 6 SPÖ und 6 GRÜNE.[31] (37 Mandate)

### Bürgermeister

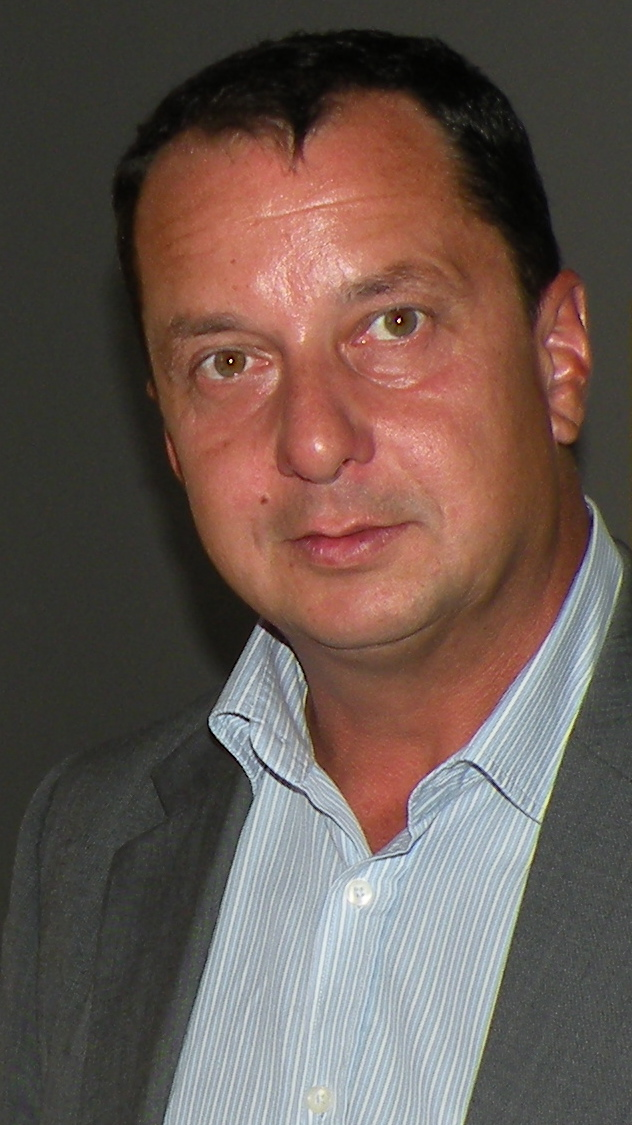
Bürgermeister Anton Froschauer

- 1961–1985 Josef Waidhofer (ÖVP)
- 1985–2007 Hermann Peham (ÖVP)
- seit 2007 Anton Froschauer (ÖVP)

### Stadtfinanzen
Im Jahr 2014 hatte die Stadtgemeinde Perg Gesamteinnahmen von 20,1 Mio. Euro und Gesamtausgaben in Höhe gleicher Höhe. Die größten Einnahmequellen waren die Ertragsanteile aus dem Finanzausgleich mit 6,2 Mio. Euro und die Kommunalsteuer mit 4,5 Mio. Euro. Perg hatte mit 1.453 Euro nach Schwertberg die größte Finanzkraft pro Kopf im Bezirk Perg und lag an 33. Stelle von 444 Gemeinden in Oberösterreich.
Die Gemeindeschulden pro Kopf betrugen 1.432 Euro; Perg nahm damit im Bezirk Rang 20 von 26 und in Oberösterreich Rang 277 von 444 Gemeinden ein.

### Städtepartnerschaft
Perg unterhält seit 1989 eine Städtepartnerschaft mit Schrobenhausen, einer Stadt im oberbayerischen Landkreis Neuburg-Schrobenhausen in Deutschland. Das Fundament der Partnerschaft ist historisch. Der aus Perg stammende Seilermeister Martin Neugschwendtner trug im Jahr 1704 mitten im Spanischen Erbfolgekrieg dazu bei, die Stadt Schrobenhausen vor Kriegsschäden zu bewahren.

### Wappen
Blasonierung:
„In Rot auf schwarzem Dreiberg ein silbernes, auf der mittleren und hinteren Kuppe stehendes, aufgerichtetes Einhorn.“

Die Stadtfarben sind Rot-Weiß-Schwarz.
Es ist nicht bekannt, wann der Markt beziehungsweise die heutige Stadt Perg ihr Wappen erhielt. Erstmals ist im Jahr 1432 von einem Wappen mit den heute bekannten Merkmalen die Rede. Die Bedeutung des Einhorns im Stadtwappen ist ungeklärt. Anlässlich der Stadterhebung 1969 hat der Landeshauptmann von Oberösterreich die auf Antrag des Perger Gemeinderates von der Oberösterreichischen Landesregierung gefassten Beschlüsse am 21. April 1969 beurkundet. Die Urkunde enthält die Erhebung zur Stadt, die Berechtigung zur Führung der Bezeichnung Stadtgemeinde und zur Weiterverwendung des bisherigen Wappens sowie die Genehmigung der Stadtfarben.

## Kultur

### Sehenswerte Bauwerke

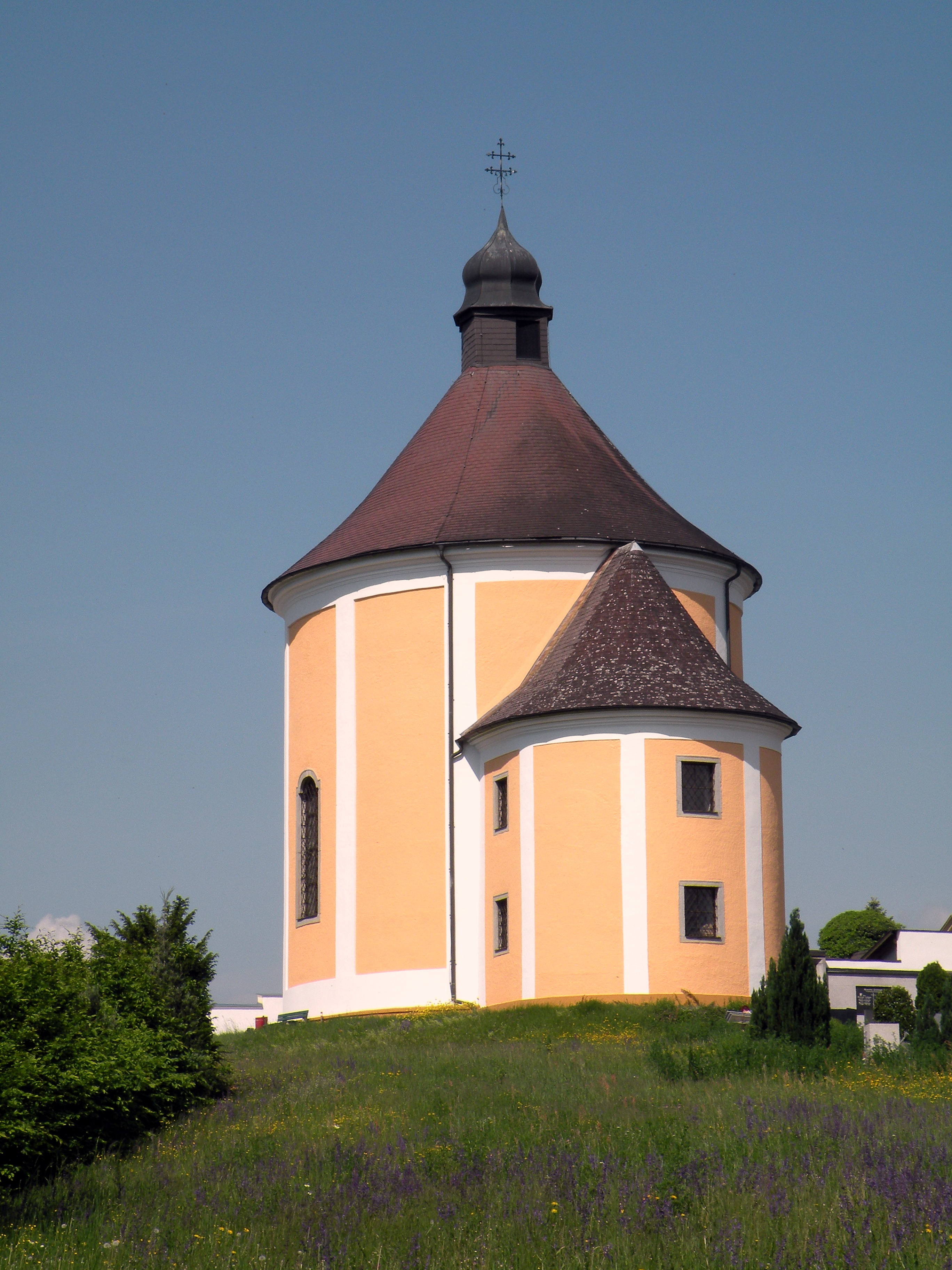
Kalvarienbergkirche, ein Wahrzeichen von Perg

Die Pfarrkirche Perg aus dem 15. Jahrhundert ist das ältestes Bauwerk in Perg am Hauptplatz.
Das Seifensiederhaus (Hauptplatz 11) aus dem Jahr 1563 ist mit den Stuckverzierungen und dem Erker etwas Besonderes am Perger Hauptplatz. Ähnliche Stuckverzierungen und einen geschwungenen Giebel zeigt das Hofer-Haus (Hauptplatz 21).
Das Perger Rathaus (Hauptplatz 4) ist wesentlich jünger. Es wurde im Gründerzeitstil (Wiener Ringstrassenstil) nach einem Großbrand 1876 erbaut. Auch die alte Volksschule (Linzerstrasse 20) und das ehemalige Hotel Waldhör (Herrenstraße 28) zeigen noch gepflegten Gründerzeitstil. Ebenso das Reichmann-Haus (Hauptplatz 1).
Die ehemalige Perger Hauptschule (Linzerstrasse 18). Entworfen vom Architekten Mauriz Balzarek ist sie bereits an der Moderne in der Architektur orientiert. Auch die Villa Reindl (Bahnhofstraße 12) stammt von Mauriz Balzarek.
Der Erdstall Ratgöbluckn, eine Außenanlage des Stadtmuseums, ist ein Gangsystem, das als Zufluchts- und Versteckmöglichkeit gedient haben mag. Er ist als schützenswertes Kulturgut nach der Haager Konvention eingestuft.
Der Scherer-Mühlsteinbruch (nahe Haus Mühlsteinstraße 40), auch eine Außenanlage des Stadtmuseums, ist ein einzigartiges Handwerksdenkmal.
Das Steinbrecherhaus (Mühlsteinstraße 43), 2007 für Museumszwecke renoviert, gibt Einblicke in die Lebensweise der Perger Mühlsteinhauer. Das Mühlsteinmuseum zeigt erhaltene Mühlsteine und die hierher übertragene Meisingermühle.
Die Kalvarienbergkirche aus dem 18. Jahrhundert. Sie ist ein Wahrzeichen von Perg. Umgeben ist sie vom Friedhof Perg.
Die Burgruine Mitterberg nordöstlich von Perg und am Thurnhofbach war einst die größte Burg im Mühlviertel. Im Wald verborgen finden sich noch Fundamente und Mauerreste.
Das Schloss Auhof in der nahen Ortschaft Auhof östlich von Perg ist ein alter Adelssitz. Das 1882 aus- und umgebaute Schlossgebäude ist bewohnt. Ältere historische Anlagen umgeben alles.
Die Wasserburg Thurnhof in der nahen Ortschaft Thurnhof östlich von Perg war ein alter Edelmannssitz. Bemerkenswert ist der erhaltene mittelalterliche Wohnturm.
Die Pfarrkirche Pergkirchen nordöstlich von Perg. Dort stand einst eine frühmittelalterliche Burgkirchenanlage der Herren von Perg und Machland.
Kleindenkmäler sind verteilt im Stadtgebiet. Auf dem Perger Hauptplatz befinden sich der Pranger mit der Jahreszahl 1583, die Pestsäule aus dem Jahr 1681 und der Karbrunnen aus dem 17. Jahrhundert.
Mehrere Burgfriedsteine und ein Hauptburgfriedstein markieren die Grenzen des alten Burgfriedens, an denen die Gewalt der Marktrichter einst endete. Einige dieser Steine erhielten sich. Ein Wegkreuz (Gedenksäule) westlich von Perg an der Hauderer-Straße (B3c Alte Donaustraße) markiert die Stelle, an der einst Verurteilte an das Hochgericht der Herrschaft Schwertberg übergeben wurden. Dieses Hochgericht stand unweit der Galgenhäusl (Weinzierl-Süd N° 15 und 16) etwas erhöht neben der Straße.
Gedenktafeln an Gebäuden erinnern an Bundeskanzler Johann Schober, Diözesanbischof Josephus Calasanz Fließer und Martin Neugschwendtner, dem Retter von Schrobenhausen (Deutschland), sowie dem Komponisten Anton Bruckner und sein Perger Präludium.

### Museen und Galerien

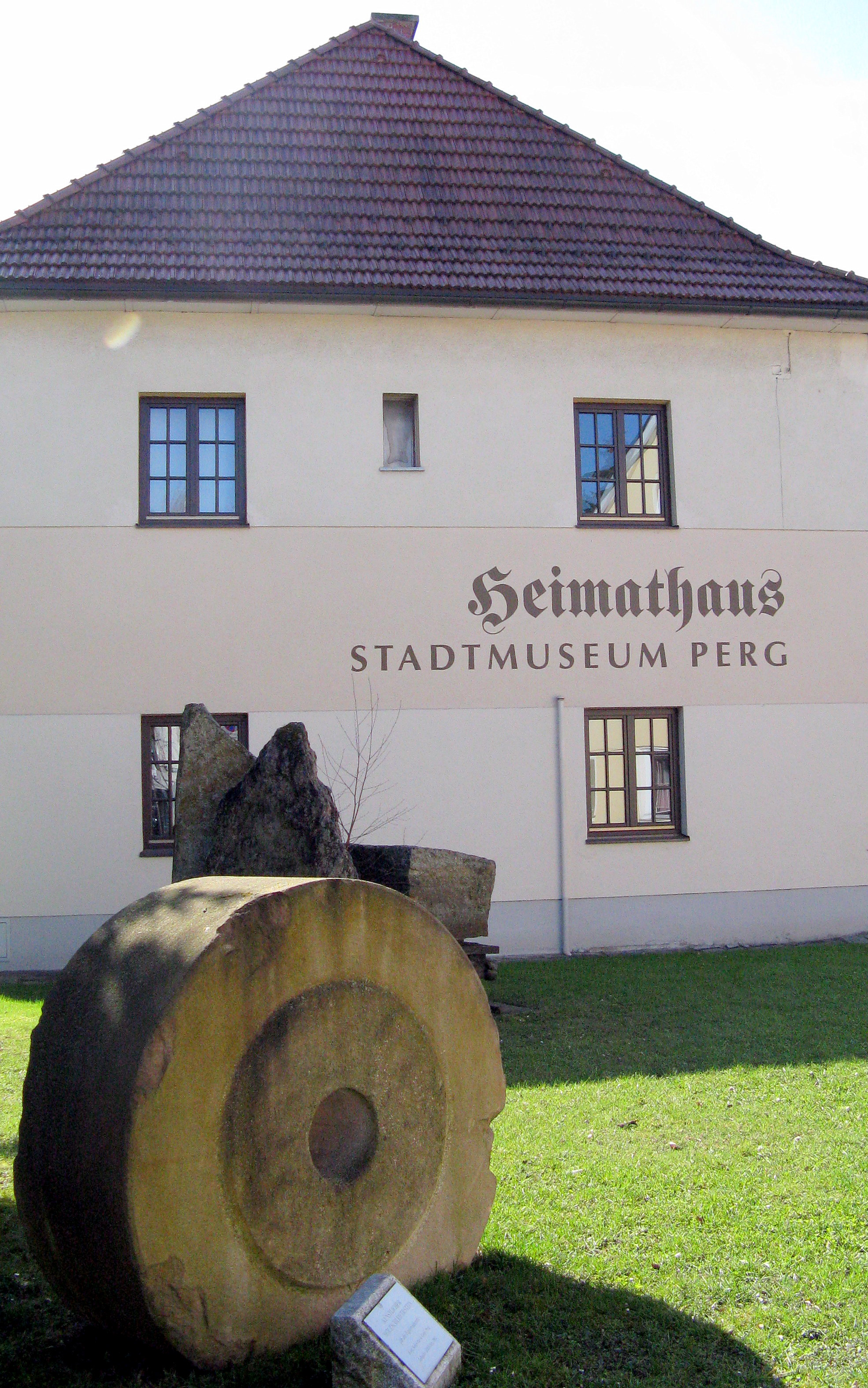
Heimathaus Stadtmuseum Perg, im Vordergrund ein Mühlstein aus einem Perger Sandsteinbruch

Der 1967 gegründete Heimat- und Museumsverein Perg führt das Heimathaus-Stadtmuseum Perg. Betreut werden von diesem auch die seit 2009 denkmalgeschützten musealen Freilichtanlagen Mühlsteinbruch Scherer, Erdstall Ratgöbluckn und Steinbrecherhaus.
Schwerpunkte der Ausstellung im Heimathaus bilden die Schausammlungen zur Stein- beziehungsweise Mühlsteinindustrie, zum Kaolinbergwerk bei Weinzierl, zu den Ausgrabungen auf dem Gräberfeld bei Auhof und zu Keramikfunden bei der Burgruine Mitterberg. Seit 2004 gibt es die Dauerausstellung Kätes Puppenwelt mit über 400 Exponaten.
Oldy-Kai nannte sich ein Privatmuseum, das alte Radios, Grammophone, Tonbandgeräte und Zweiradnostalgie zeigte. Ist aktuell (2023) geschlossen.
Johannas Galerie stellt vorwiegend Werke zeitgenössischer regionaler Künstler aus.
In der Galerie im Zeughaus organisiert die Theatergruppe Perg Bilder- und Fotoausstellungen.

### Kino, Theater, Puppenbühne, Musik, Literatur, Fotografie

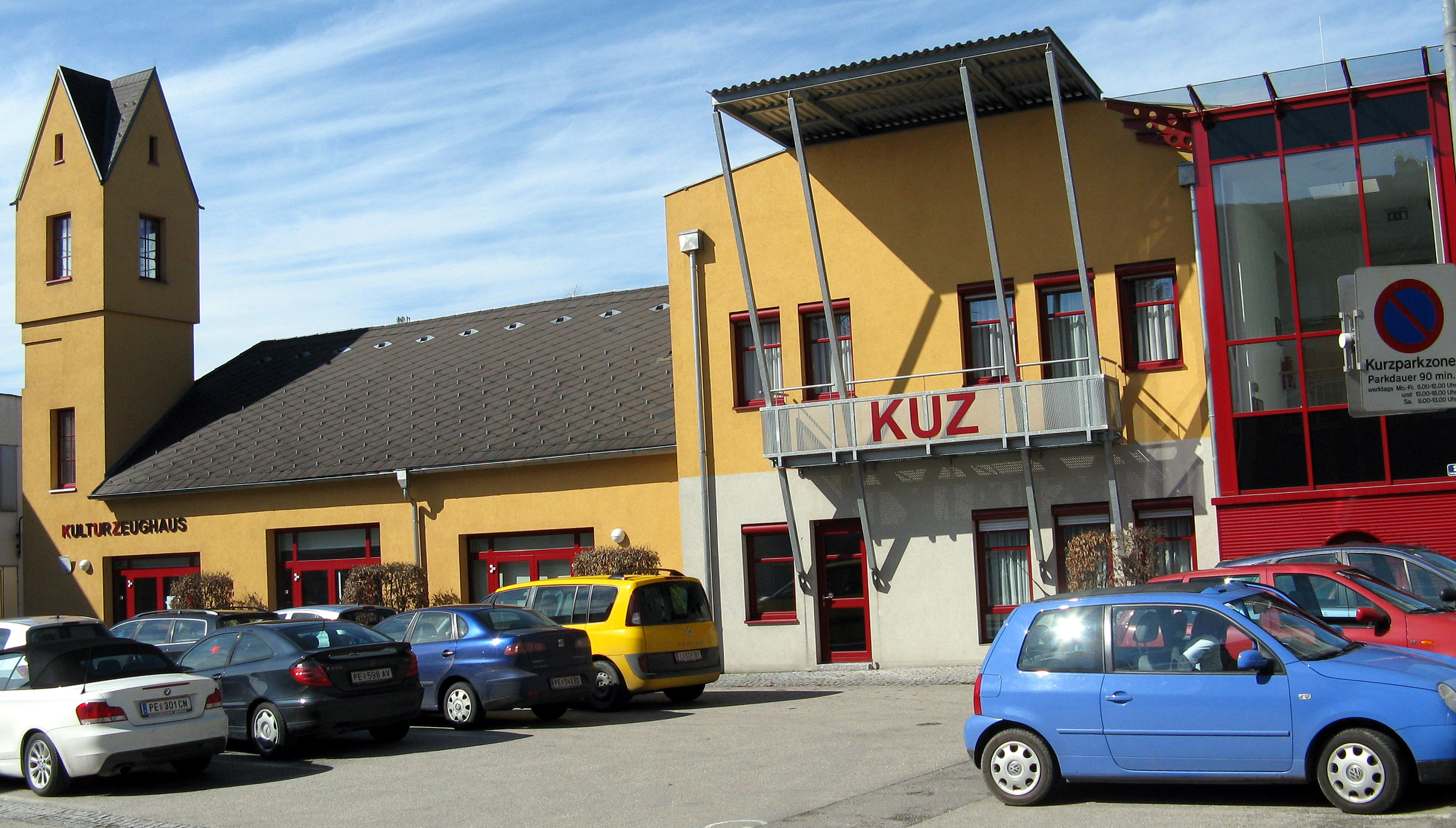
Kulturzeughaus in Perg

Für die regionalen Veranstaltungen stehen in Perg mehrere Veranstaltungsorte zur Verfügung, darunter die Bezirkssporthalle und das Kultur-Zeughaus. Gelegentlich finden geeignete Veranstaltungen in der Stadtpfarrkirche Perg, in der Perger Kalvarienbergkirche und in der Pfarrkirche Pergkirchen außerhalb der religiösen Feiern statt.
In Perg gibt es seit 1923 ein Kino mit ursprünglich 365 Sitzplätzen. Heute besteht es aus einem kleineren Saal mit 40 und einem größeren mit 118 Sitzplätzen. Am Ostermontag 2012 hat das Kino seinen Betrieb endgültig eingestellt.
Theateraufführungen, Vorträge, Ausstellungen, Konzerte und Lesungen werden von Privatpersonen und von den örtlichen Vereinen und Bildungseinrichtungen angeboten, beispielsweise von den Musikvereinen Stadtkapelle Perg und Pergkirchen, der Perger Theatergruppe um Gerhard Pilz (Schauspieler) und dem bei internationalen Chorwettbewerben erfolgreichen Chor die lautmaler.

Perger Kasperl: In den 1970er Jahren gründeten Helga und Robert Wandl eine Puppenbühne mit dem Ziel, ein konstantes Kinderprogramm für die Perger Kinder zu schaffen. Seither gelangt regelmäßig jeweils eine der 40 von den Akteuren selbst geschriebene Kasperlgeschichten zur Aufführung, mittlerweile gehören 50 Handpuppen zum Ensemble. Der Perger Kasperl agiert mit viel Witz und Geschick sowie stets gewaltlos. Gerald Kreuzer leitet die Perger Puppenbühne, die nahezu monatlich mit einer Kasperltheateraufführung im Kulturzeughaus an die Öffentlichkeit tritt. Einzelne Akteure der Puppenbühne haben an vom ORF aufgezeichneten Kasperl-Episoden mitgewirkt, die im Rahmen der Kindersendung Kasperltheater (Fernsehsendung) immer wieder ausgestrahlt werden.
Die Perger Faschingsgilde wurde 2004 gegründet. Die Lions-Clubs Perg und Machland, der Rotary Club Perg und die Kiwanis führen regelmäßig Benefizveranstaltungen durch.
Seit 2005 finden unter dem Motto Perg liest Lesetage im April, eine Bücherbörse, Literaturkreise, ein Lesewettbewerb, die Gratis-Buchstabensuppe und ein Poetry-Slam statt. Seit April 2011 nimmt die Stadt am internationalen Bookcrossing teil und hat dazu 14 Rastplätze als offizielle Bookcrossing Zonen für die wandernden Bücher eingerichtet.
Schwerpunkte der 1954 gegründeten und seit 1999 mit dem Qualitätssiegel des Erwachsenenbildungsforums Oberösterreich (EBQS) ausgestatteten Stadtbibliothek Perg sind Belletristik und Kinder- und Jugendliteratur. Seit einigen Jahren können neben den herkömmlichen Büchern, Zeitungen und Zeitschriften auch audiovisuelle Medien und Spiele einschließlich Computerspiele ausgeliehen werden.
Weitere, heute nicht mehr bestehende oder nicht mehr öffentliche Leihbibliotheken wurden von Privaten, öffentlichen und pfarrlichen Organisationen betrieben. Ein beachtliches Medienangebot bieten die Bibliotheken der Perger Schulen.
Mitglieder des Fotoklubs VHS-AK Perg waren mehrfach mit international preisgekrönten Fotografien erfolgreich. Der Klub stellt immer wieder Staatsmeister in verschiedenen Disziplinen der wettbewerbsmäßigen Amateurfotografie.

### Naturdenkmäler
Im Naturschutzbuch der oberösterreichischen Landesregierung sind eine Rotbuche beim Schloss Auhof und eine Torba-Eiche in Auhof als Naturdenkmäler ausgewiesen.

### Perger Natur-Erlebensräume
2013 wurde nördlich des Stadtzentrums sieben Stationen eingerichtet, die durch einen etwa vier Kilometer weiten Rundweg zu den Perger Natur-Erlebensräumen verbunden wurden. Die ökologischen und geologischen Verhältnisse können vor Ort betrachtet werden. Schautafeln geben Informationen zur Tier- und Pflanzenwelt.

## Sport

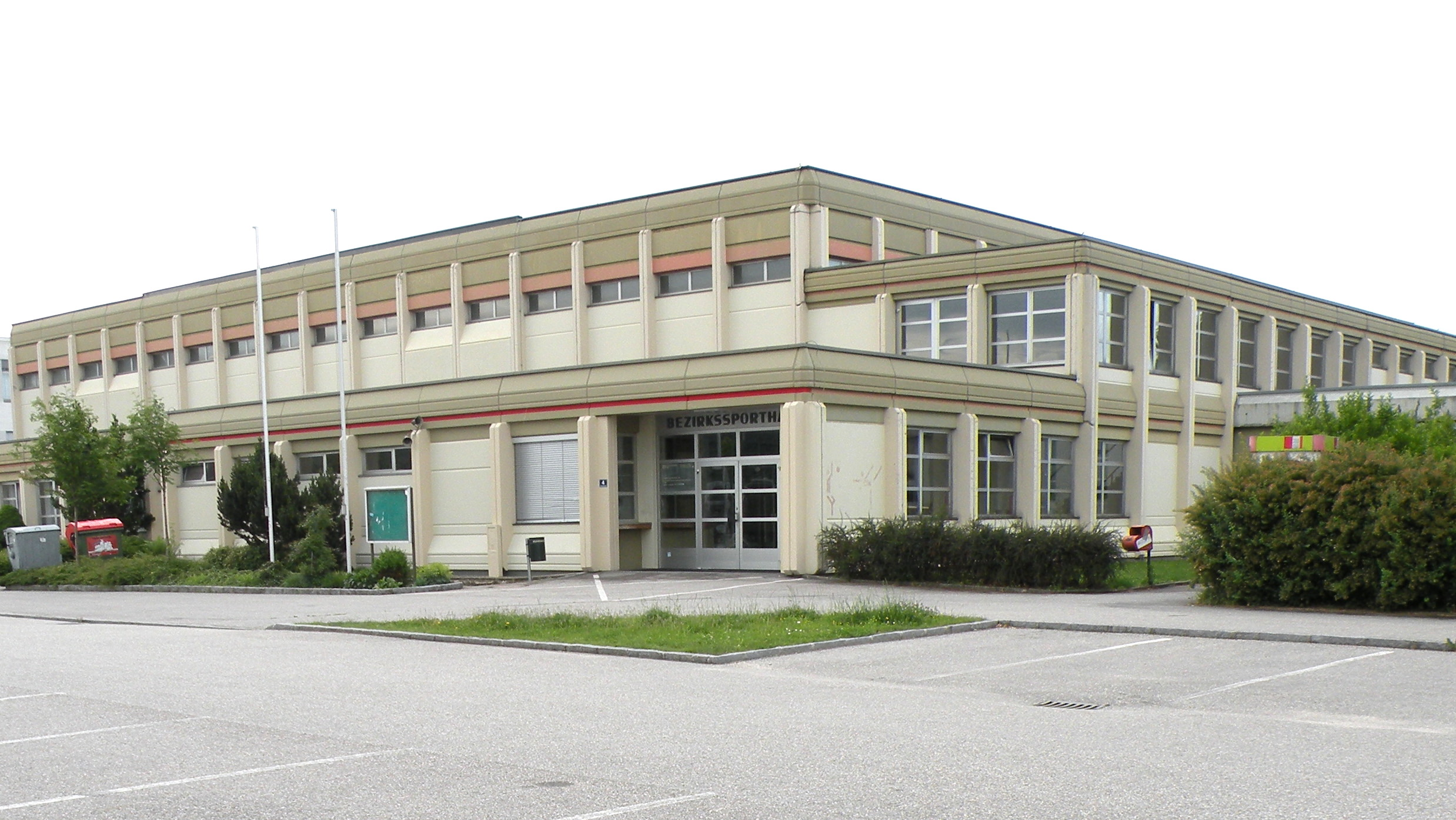
Bezirkssporthalle Perg

An der Naarn besteht ein Waldbad als Erholungsanlage, das 1881 als Badeanstalt errichtet und 1954 sowie 2008/09 saniert wurde. Das Gelände wird vom Waldbad 69ers Dome Club, für Beachvolleyball und vom Kneipp-Aktiv Club genutzt. Eigentümer der Liegenschaft ist der 1879 gegründete Perger Verschönerungsverein, der das Areal an die Stadtgemeinde langfristig verpachtet hat.
Die Machland-Badewelt besteht aus einem fast ganzjährig geöffneten Hallenbad und einem Freibad mit einer Gesamtwasserfläche von 1140 m². Angeschlossen sind ein Fitness- und Wellnessclub, ein Massageinstitut und die Praxis eines Heilmasseurs.
In der Machlandbadewelt ist der Erste Perger Schwimmverein beheimatet.
Die 1983 eröffnete Bezirkssporthalle im Schul- und Freizeitzentrum besteht aus drei Turnhallen und ist für Sport- und Kulturveranstaltungen geeignet. Werktags nutzen sie die angrenzenden Schulen zum Turnunterricht. In der Bezirkssporthalle ist auch das von einem Erhalterverein mit Unterstützung der Stadtgemeinde Perg geführte Perger Jugendzentrum untergebracht.
Der Turnverein Perg 1897 wickelt den Turnbetrieb in einer eigenen Turnhalle mit zwei Turnsälen ab und hat zusätzlich die angrenzende Tennishalle gepachtet. Die Perger Sportvereine, die in zahlreichen Sektionen verschiedene Sportarten für ihre Mitglieder anbieten, verfügen unter anderem über das Machlandstadion und einen Sechs-Loch-Golfplatz. Zu den Sportvereinen der Stadt Perg mit auf Landes- und Bundesebene und teilweise auch international erfolgreichen Sportlern zählen der Turnverein Perg 1897, der Schützenverein Perg, der 1. Perger Schwimmverein, die DSG Union Perg und die ASKÖ Perg.
Ein Skatepark sowie mehrere markierte Rad- und Wanderwege sind weitere Angebote für die sportliche Betätigung.
Perg ist immer wieder Austragungsort von überregionalen Sportveranstaltungen, beispielsweise:
- Der Turnverein Perg 1897 richtete 1972 das erste Gaujugendtreffen des Turngaues Oberösterreich aus und war 1997 Organisator der 35. ÖTB-Jahnwanderung und Gastgeber der oberösterreichischen Landesmeisterschaften in Geräteturnen. Das sechste oberösterreichische Landesjugendturnfest des Österreichischen Turnerbundes fand 2008 in Perg statt und 2010 war Perg Austragungsort der Bundesmeisterschaft Turn10 des Österreichischen Fachverbandes für Turnen.
- Der Turnverein Perg 1897 war Gastgeber der Faustball-Europameisterschaft 1981. Auf Grund des langjährigen Verbleibs der Faustballmannschaft in der Staatsliga A, der höchsten Spielklasse Österreichs, fanden in Perg in den 1970er Jahren mehrfach Faustballmeisterschafts- und Faustballfreundschaftsspiele auf nationaler und vereinzelt auch internationaler Ebene statt.
- Die 26. Rotary Rad-Weltmeisterschaft wurde 2010 erstmals in Österreich ausgetragen. Veranstaltungsort war Perg. Als Veranstalter fungierten die Rotary Clubs Enns, Gallneukirchen und Perg.[50]
- 1994 war Perg Austragungsort der Militärweltmeisterschaft in Fallschirmspringen mit Teilnehmern aus 32 Nationen.
- In der Machland-Badewelt in Perg fanden 2010 die oberösterreichischen Landesschwimmmeisterschaften statt. Gastgeber war der 1. Perger Schwimmverein. Es nahmen 260 Schwimmer aus 17 Vereinen daran teil, darunter auch vier Olympiateilnehmer. Es waren 1067 Einzel- und 48 Staffelnennungen zu betreuen.[51]

## Regelmäßige Veranstaltungen

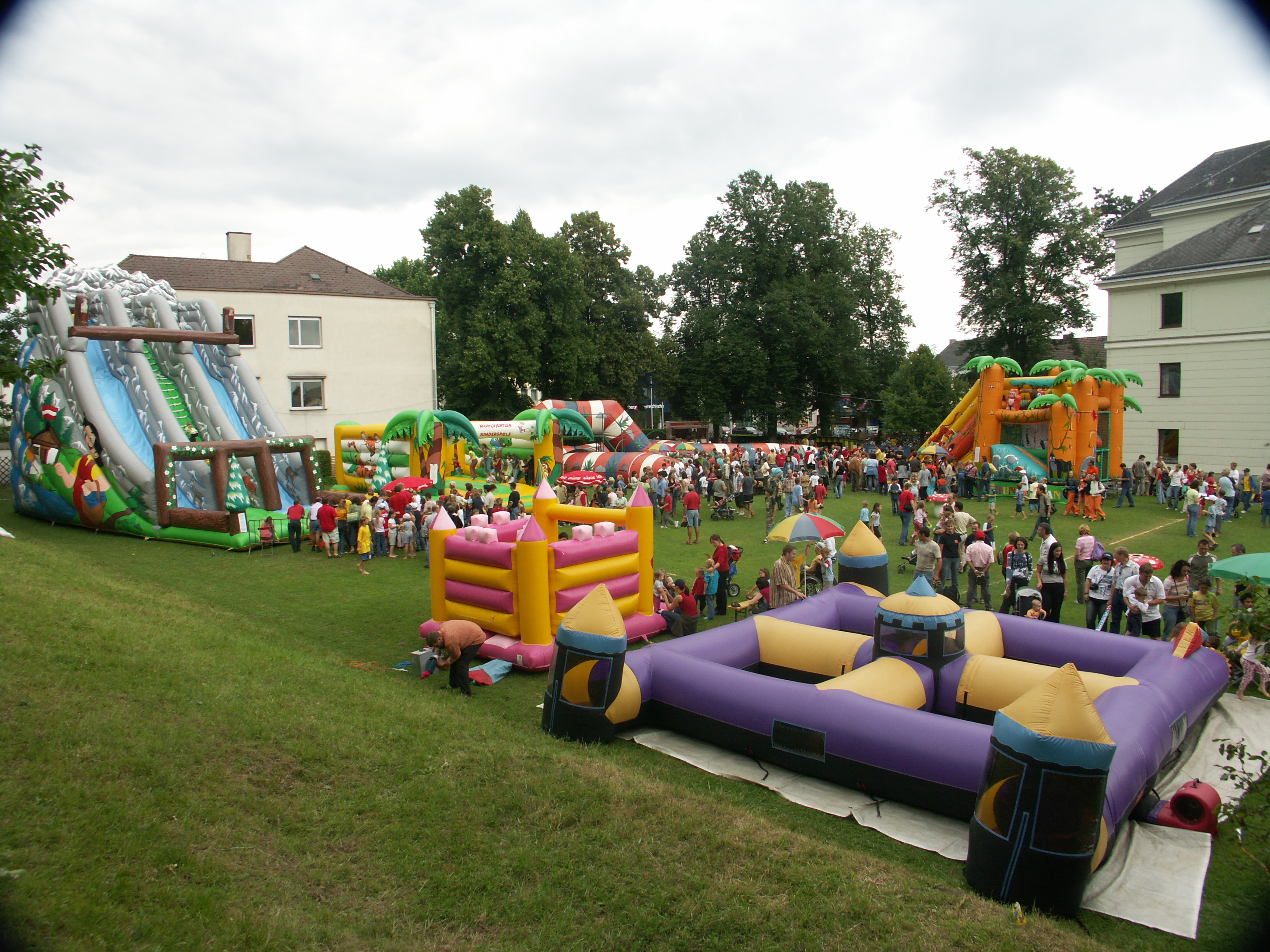
Festgelände der Mühlviertler Kinderspiele

Von Juni bis August finden im Rahmen des Musiksommers Platzkonzerte verschiedener Musikrichtungen auf dem Hauptplatz und an weiteren Veranstaltungsorten statt. Perg Jam im Zentrum (seit 2005) und Volksmusik beim Steinbrecherhaus (seit 2007) sind Beispiele dafür. Speziell für Familien veranstaltet die Pfarre Perg seit 1976 die Mühlviertler Kinderspiele im Park bei der Alten Volksschule (Hauptschule 1), seit der Errichtung eines weiteren Schulgebäudes findet das Fest in der Bahnhofstraße statt; ab Mitte der 1980er-Jahre bis zur Abschaffung wegen strenger Sicherheitsauflagen veranstaltete die Stadtgemeinde im August das Pergfest im Stadtzentrum; die Bezirks-ÖVP organisiert Anfang August seit dem Jahr 2000 das Vinum, ein Weinfest mit mehr als 100 Winzern aus allen nationalen Weingegenden. Ende August findet das Zeltfest der ASKÖ statt. Im Herbst führen die Sportvereine den Perger Sparkassen-Halbmarathon durch. Der Musikalische Christkindlmarkt wird mit umfangreichem Rahmenprogramm als Standlmarkt und Verkaufsausstellung im Pfarrsaal abgehalten.

## Wirtschaft und Infrastruktur
Die Stadtgemeinde Perg ist gemeinsam mit der benachbarten Marktgemeinde Schwertberg das wirtschaftliche Zentrum des Bezirks. Die Stadt Perg ist eine von 24 Gemeinden der LEADER Region Perg-Strudengau.

### Beschäftigung
Die Anzahl der Arbeitsstätten stieg zwischen den beiden letzten Volkszählungen 1991 und 2001 um 37,7 % auf 449. Die Anzahl der Arbeitsplätze erhöhte sich im selben Zeitraum um 18 % auf 5126. 2015 waren in Perg 748 Arbeitsstätten registriert, die insgesamt 7.097 Arbeitsplätze bereit stellten.
Perg bot 2001 für 3496 außerhalb der Gemeinde wohnende Personen Arbeitsplätze, während 1660 Perger auswärts arbeiteten. Der größere Teil der Einpendler kommt aus dem Bezirk Perg, ebenso bleibt der Großteil der Auspendler innerhalb der Grenzen des Bezirkes.
Für die Pendler bedeutet der in den letzten Jahren erfolgte Ausbau des Straßennetzes und der Ausbau des regionalen Schienenverkehrs eine deutliche Verbesserung. Beispiele für die in den letzten Jahren umgesetzten Maßnahmen sind der Bau der Perger Ortsumfahrung und des Münzbacher Zubringers sowie der Bau der Ennsdorfer Schleife und der Einsatz moderner Zugsgarnituren zwischen dem Bezirk Perg und der Landeshauptstadt.
Die Struktur der Erwerbstätigkeit hat sich wie folgt verändert:
Zwischen 2001 und 2015 hat sich der Anteil der in der Land- und Forstwirtschaft tätigen Personen mit rund 2 % der in Perg insgesamt beschäftigten erwerbstätigen Personen kaum verändert. Hingegen ist der Anteil der in Industrie, Gewerbe und Bauwesen Personen von rund 44 % im Jahr 2001 neuerlich deutlich gesunken und betrug 2015 32 %, während der Anteil der im Dienstleistungsbereich tätigen Personen bis 2015 auf 65 % gestiegen ist. Die Erwerbsquote war im Bezirk Perg im Jahr 2006 mit 47,6 % höher als im oberösterreichischen Durchschnitt und hat sich bis 2015 auf 54 % weiter verbessert.

### Verkehr

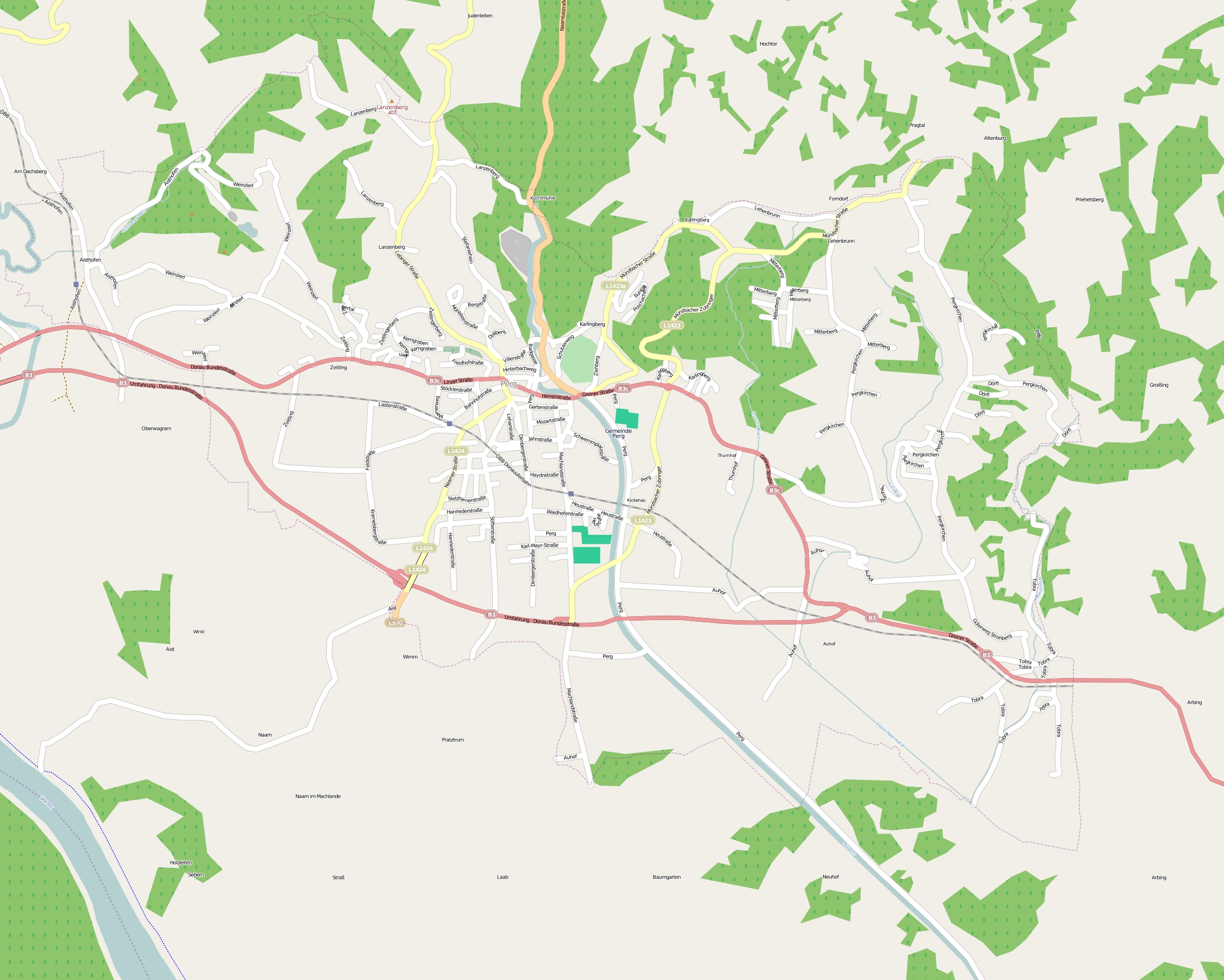
Übersichtskarte Perg einschließlich Straßen- und Bahnverbindungen

Die Donauuferbahn und die Donau Straße B 3 erschließen den Bezirk Perg in westöstlicher Richtung. Landesstraßen führen in die umliegenden Orte und in die benachbarten Bezirke und Regionen.

#### Straßenverbindungen
Die nächsten Anschlussstellen an die Westautobahn befinden sich im Westen bei St. Valentin, Enns und Asten, im Süden in Oed und Amstetten West, sowie im Osten in Ybbs an der Donau, wobei die Anfahrtszeit im Westen und Süden durchschnittlich 20 Minuten und im Osten ungefähr 40 Minuten in Anspruch nimmt.
Seit 1999 wird Perg auf dem neuerrichteten Teilstück der Donau Straße zwischen den Anschlussstellen Perg West in der Ortschaft Furth (Gemeinde Schwertberg) und Perg Ost in der Ortschaft Auhof umfahren. Weitere Anschlussstellen sind Perg Zentrum und Perg Süd. Die ehemalige B 3 ist als B 3c weiterhin Ortsdurchfahrt von Perg und führt von der Anschlussstelle Perg West Richtung Osten bis zur Kreuzung mit dem Münzbacher Zubringer kurz nach dem Stadtzentrum.
Gleichzeitig mit der Eröffnung der neuen B 3 wurde die Perger Ostumfahrung für den Verkehr zugelassen. Sie diente zunächst nur als Verbindung zwischen alter und neuer B 3 und nahm vor allem den Verkehr aus dem Naarntal auf. Die Verkehrsfreigabe des Münzbacher Zubringers Teil 2 erfolgte am 30. November 2008 nach 17-jähriger Planungs- und zweieinhalbjähriger Ausführungsphase.

#### Öffentlicher Personennahverkehr

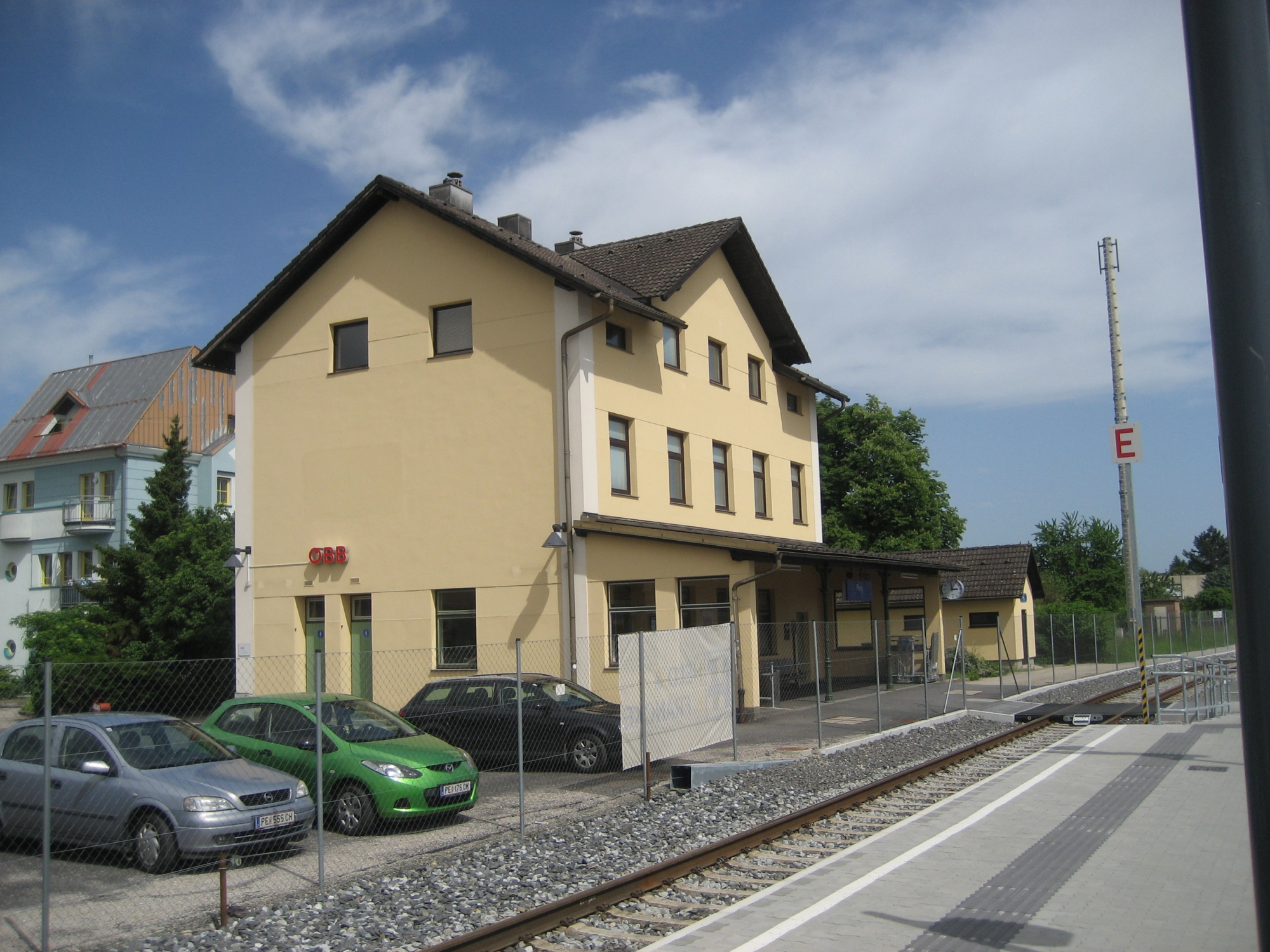
Bahnhof Perg, wenige hundert Meter vom Stadtzentrum entfernt

Perg liegt an der im Jahr 1898 eröffneten Donauuferbahn von Mauthausen nach Grein und verfügt über eine Haltestelle in der Ortschaft Aisthofen, einen Bahnhof in der Nähe des über die Bahnhofstraße erreichbaren Stadtzentrums sowie die Haltestelle Perg Schulzentrum an der Machlandstraße. Sowohl am Bahnhof Perg als auch bei der Haltestelle Perg Schulzentrum befindet sich eine Park&Ride-Anlage.
Züge verkehren auf der Donauuferbahn in Richtung Osten bis St. Nikola-Struden, nachdem der Abschnitt Sarmingstein–Emmersdorf 2010 und St. Nikola an der Donau–Sarmingstein 2019 für den Personenverkehr eingestellt und großteils rückgebaut wurde. Richtung Westen verkehren seit Eröffnung der Ennsdorfer Schleife 2005 Züge abwechselnd nach St. Valentin oder Linz Hauptbahnhof. In beiden Endbahnhöfen besteht Anschluss an das Fernzügenetz.
Bis 2029 ist eine Elektrifizierung der kompletten Strecke von St. Valentin bis St. Nikola an der Donau vorgesehen. Zusätzlich ist geplant im Abschnitt St. Valentin/Linz–Perg einen Halbstundentakt einzuführen.
Busverbindungen werden in die umliegenden Bezirke angeboten. Folgende Linien werden regelmäßig bedient:
- Bus 352 Perg–Ried/Riedmark–Lungitz
- Bus 357 Perg–Bad Zell
- Bus 373 Mauthausen–Perg–Bad Kreuzen
- Bus 374 Perg–Windhaag–Rechberg
- voestalpine Schichtverkehr Linz–Mauthausen–Perg–Arbing, Linz–Perg–St. Georgen/Walde
- Schülerverkehre

Seit Ende 2019 besteht mit dem „PERGshuttle“ Montag bis Freitag von 8 bis 16 Uhr ein Mikro-ÖV-Angebot innerhalb der Stadtgemeinde, welches als Anruf-Sammeltaxi 11 Haltestellen zu vorgegebenen Zeiten bedient, sofern eine Fahrt angemeldet wurde.

#### Radwege
13,3 % aller Wege in Perg sind Radwege, die die wichtigsten Zielpunkte wie Schulzentrum, Freizeitzentrum, Ortszentrum, Bahnhof und periphere Siedlungen erschließen. Sie sind gekennzeichnet durch Mehrweckstreifen auf den Fahrbahnen und auf dem Ortsplan eingezeichnet. 60 % der Einbahnen im Stadtgebiet sind für Fahrräder in beiden Richtungen befahrbar. Am Bahnhof stehen Fahrradboxen zur Verfügung.

### Medien
In Perg erschien von 1895 bis 1929 die Wochenzeitung Machländer Volksbote.
Über die lokalen Ereignisse berichten die in Oberösterreich erscheinenden Tageszeitungen, insbesondere die Oberösterreichischen Nachrichten und die Oberösterreich-Ausgabe der Kronenzeitung.
Als regionale Wochenzeitungen erscheinen die Tips Perg und die BezirksRundSchau Perg.
In Perg befindet sich der Sitz des CDA Verlags, der sich mit der Herausgabe von Computerzeitschriften in Österreich und im deutschsprachigen Raum beschäftigt.
Das Amtsblatt der Stadt Perg wird unter dem Titel Perger Gemeindezeitung viermal jährlich zu Quartalsbeginn herausgegeben, das Pfarrblatt der Pfarre Perg sowie die Informationsblätter der politischen Parteien erscheinen ebenfalls ungefähr vierteljährlich.
In Perg sind sämtliche Fernsehprogramme des Österreichischen Rundfunks digital (DVB-T), über das Satellitensystem Astra und über Kabel (Liwest) zu empfangen, ebenso die Hörfunkprogramme des ORF und privater Radiosender, die auch analog ausgestrahlt werden. Die privaten Fernsehsender Mühlviertel TV beziehungsweise LiveTV senden aus Freistadt und Gallneukirchen für das Mühlviertel in verschiedenen örtlichen Kabel-TV-Netzen und teilweise im Internet. Es handelt sich um Programme, die mehrmals ausgestrahlt und wöchentlich erneuert werden.
LT1 ist ein Privat-TV-Sender, der digital-terrestrisch (DVB-T) über Antenne empfangen werden kann und mit LT1 Mühlviertel ein Regionalprogramm für das Mühlviertel anbietet. Das halbstündige Programm wird mehrmals wiederholt und täglich erneuert. Austria24 TV war ein im Jahr 2013 gegründeter Regional-TV-Sender mit Sitz in Perg, welcher digital über DVB-T, in Kabel-TV-Netzen im Bezirk Perg und über Internet empfangen werden konnte. Der Betrieb wurde nach wenigen Jahren wieder eingestellt.

### Behörden, Gericht und sonstige Einrichtungen

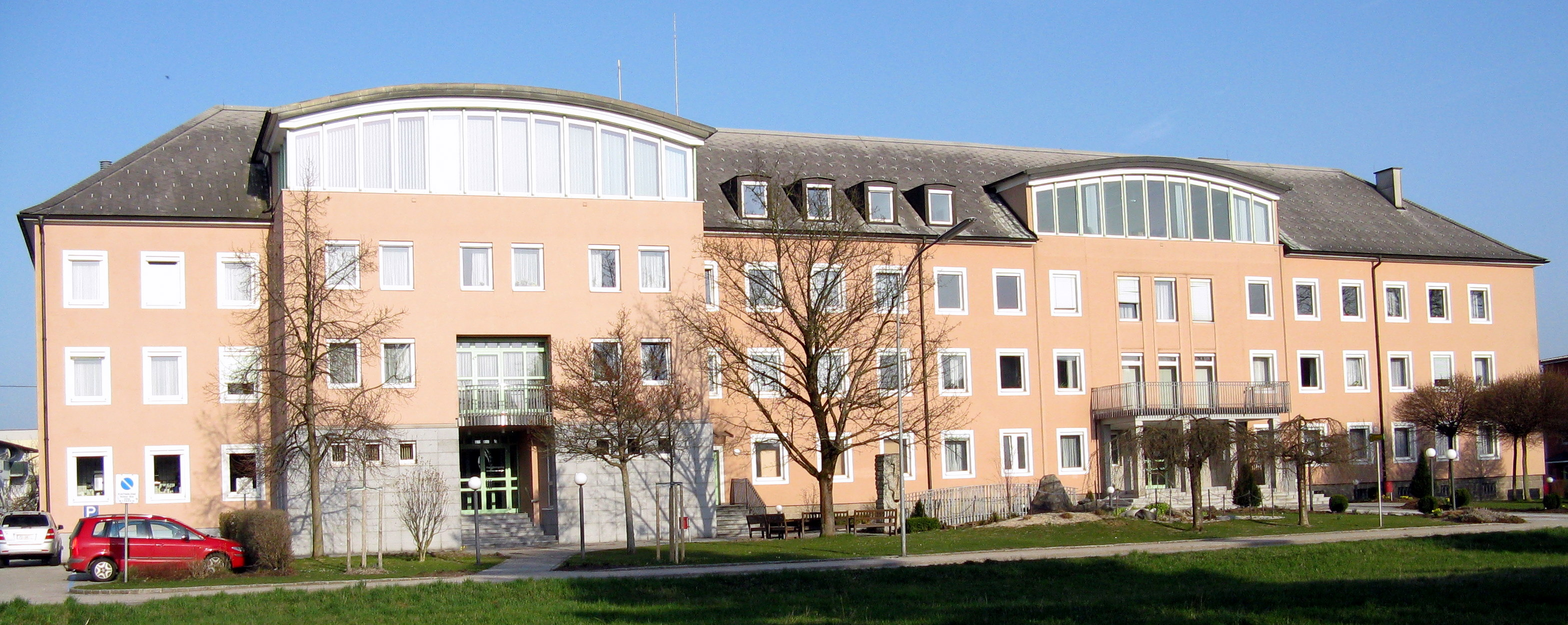
Bezirkshauptmannschaft Perg

Perg ist als Hauptort des gleichnamigen Bezirks Sitz einer Bezirkshauptmannschaft, eines Bezirksgerichts, des Finanzamts Perg-Kirchdorf-Steyr sowie von Bezirksstellen der Oberösterreichischen Gebietskrankenkasse, des Arbeitsmarktservice, der Wirtschaftskammer, der Arbeiterkammer und der Landwirtschaftskammer. Die Bezirkssekretariate der politischen Parteien befinden sich in einem der Stadtgemeinde Perg gehörenden Amtsgebäude. Eine regionale Straßenmeisterei ist für die ehemaligen Bundesstraßen sowie die Landes- und Bezirksstraßen zuständig.
Ein Postamt gibt es in Perg seit 1849, sukzessive wurden die weiteren Bereiche wie Telegrafendienst, Postscheckverkehr, Telefon und Telefax eingerichtet. Das Postamt war seit der Eröffnung in verschiedenen Gebäuden in der Herrenstraße und ist seit 1967 in einem eigenen Gebäude in der Dirnbergerstraße untergebracht.
Das Bezirkspolizeikommando und eine Polizeiinspektion teilen sich ein Gebäude in der Linzer Straße. Der Gendarmerieposten Perg wurde 1869 eingerichtet und hatte zusätzlich die Aufgaben eines Bezirksgendarmeriekommandos wahrzunehmen.

### Energie und Infrastruktur

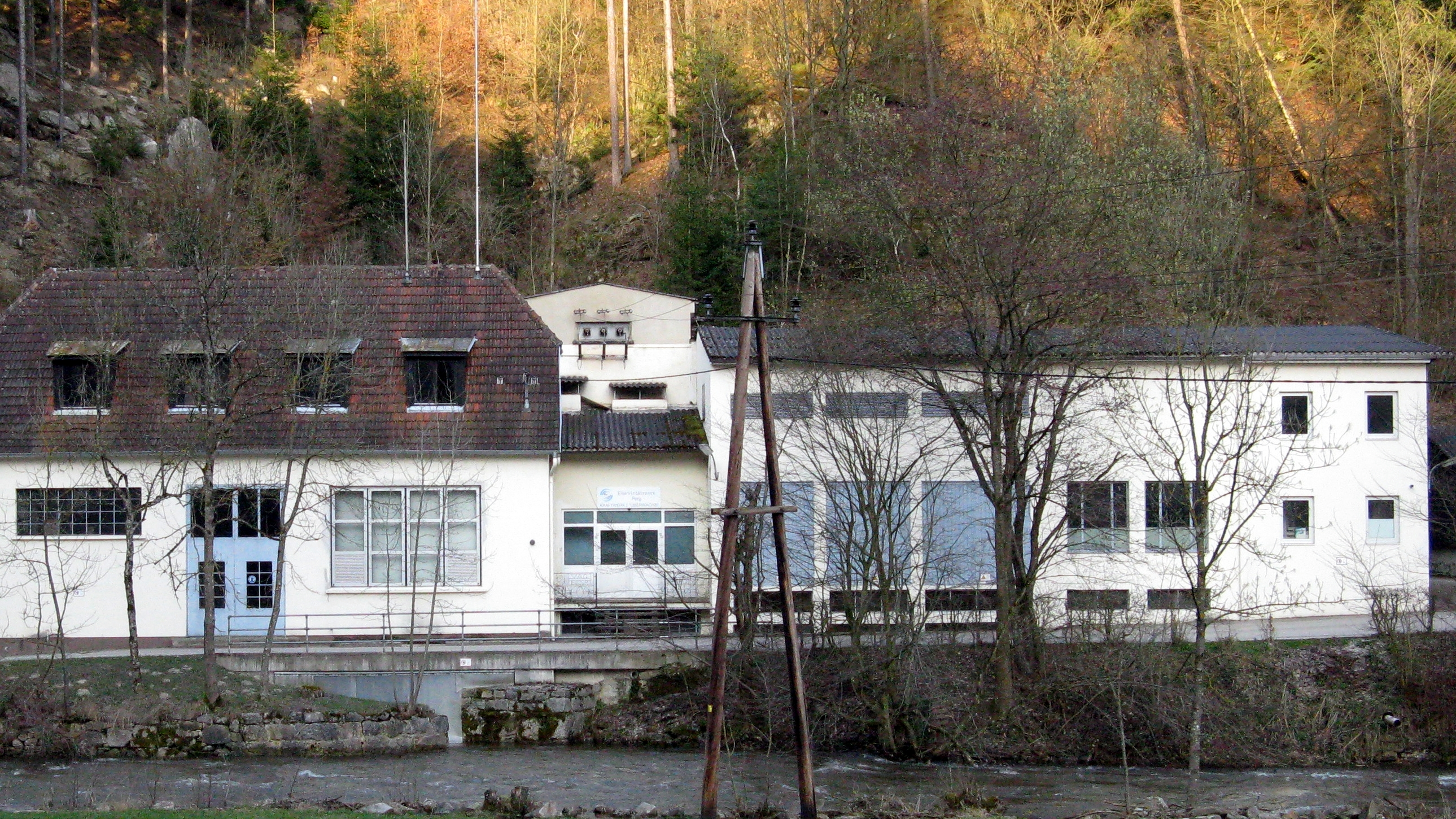
Kraftwerk Kegelschmiede des Elektrizitätswerkes Perg

Perg wird überwiegend von der gemeindeeigenen Elektrizitätswerk Perg GmbH mit Strom versorgt, die eng mit der Linz AG zusammenarbeitet.
Erdgas kommt über das Leitungsnetz der OÖ. Ferngas AG, Linz, in die Perger Haushalte. Fernwärme wird seit 2008 vom örtlichen Betreiber eines Biomasse-Fernheizkraftwerkes, der Bioenergie Perg GmbH, geliefert. Die Trink- und Nutzwasserversorgung obliegt dem öffentlich-rechtlichen Wasserverband Gruppenwasserversorgung Perg und Umgebung mit Speicherbehältern im Gemeindegebiet. Die Kanalisation, die Müllabfuhr, ein Altstoffsammelzentrum sowie Altpapier- und Altglas-Sammelplätze sind ebenfalls Gemeindeangelegenheit. Die Kläranlage befindet sich außerhalb der Siedlungsgebiete im Süden der Stadt. Die örtliche Bauernschaft betreibt einen Kompostierplatz.
Kabelfernsehen, Telefon und Internet werden über die LIWEST angeboten, ein Großteil der Bewohner ist jedoch mit Satelliten-Empfangsanlagen ausgestattet und verfügt über Festnetz- oder Mobiltelefonanschlüsse verschiedener Anbieter.
Die Freiwillige Feuerwehr Perg wurde 1873 auf Initiative von Karl Terpinitz gegründet. Zuvor bestanden im Markt bereits Löscheinrichtungen und jeder Hausbesitzer musste Feuerbekämpfungsgeräte besitzen und instand halten. 1874 wurden die ersten Mannschaftswagen mit den dazugehörenden Schläuchen und Leitern angeschafft, 1933 folgte die Einweihung des Zeughauses am Töpferweg. Nach dem Krieg wurde nach und nach der Fahrzeug- und Gerätepark modernisiert.
1994 konnte das neue Feuerwehrhaus im Einsatzzentrum seiner Bestimmung übergeben werden.
Die Freiwillige Feuerwehr Pergkirchen besteht seit 1905 und verfügt über ein eigenes Feuerwehrzeughaus am Rande des Dorfplatzes in Pergkirchen.
An der überregionalen Zusammenarbeit zur Bereitstellung von Infrastruktur sind Euregio Bayerischer Wald, Böhmerwald, Regionalverkehr Donauraum Perg, der Bezirksabfallverband Perg mit einem Altstoffsammelzentrum in Perg, die Reinhalteverbände und der Fernwasserverband beteiligt.

### Bildung

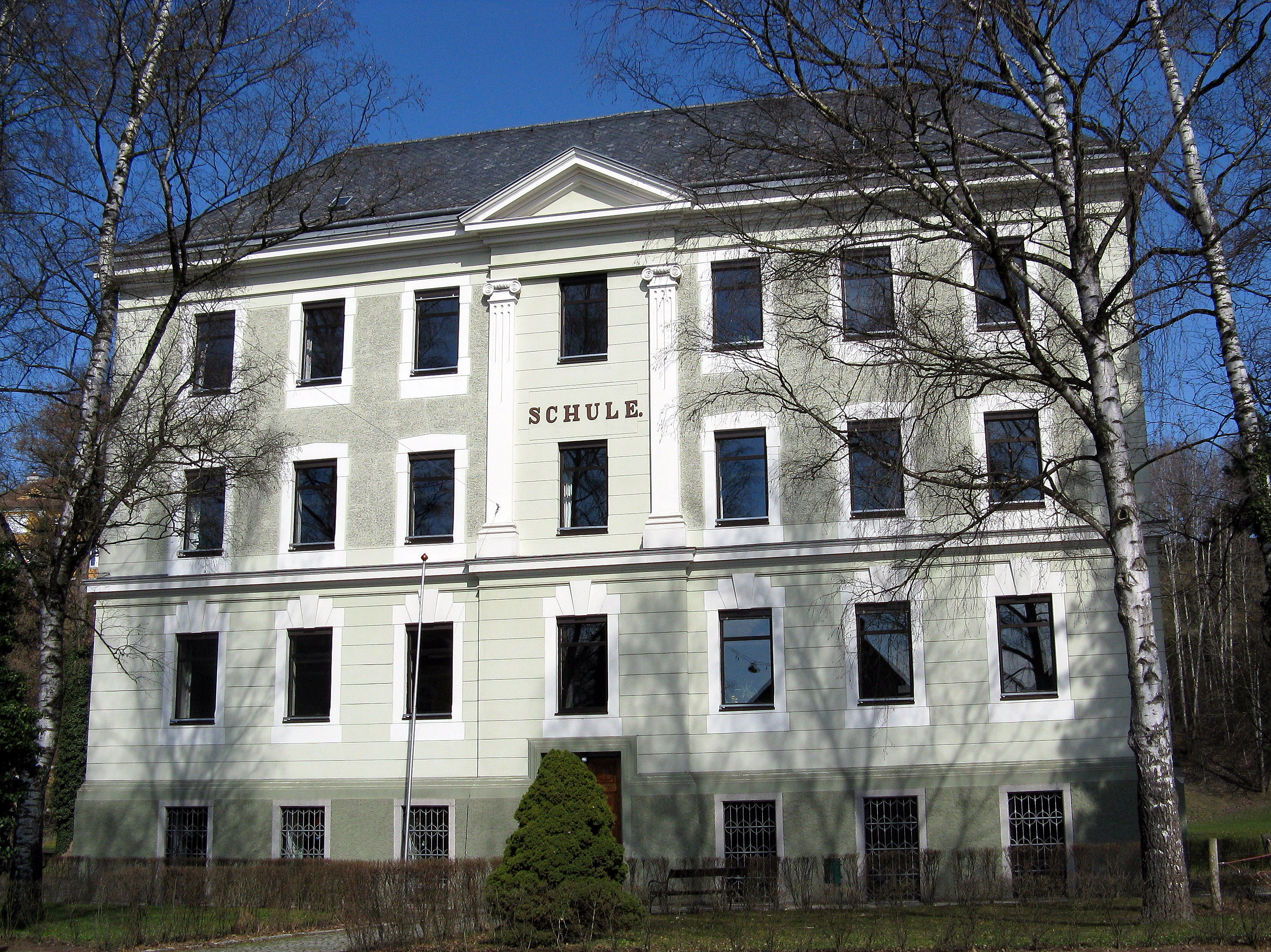
„Alte Volksschule“, ältestes noch als solches verwendetes Schulgebäude von Perg

Die Stadt Perg hat sich im 20. Jahrhundert zu einem Schul- und Ausbildungszentrum entwickelt:
Perg verfügt im Pflichtschulbereich über je eine Volksschule in Perg und Pergkirchen, zwei Hauptschulen (Neue Mittelschule) und eine Polytechnische Schule. Das Angebot an mittleren und höheren Schulen reicht von einem Bundesoberstufen-Realgymnasium über eine Bundes-Handelsakademie und -Handelsschule, eine Höhere Lehranstalt und Fachschule für wirtschaftliche Berufe bis hin zu einer Höheren Technischen Bundeslehranstalt.
Einrichtungen für Erwachsenenbildung (Volkshochschule und Katholisches Bildungswerk sowie WIFI und BFI) und eine Landesmusikschule ergänzen das Bildungsangebot.
Für die vorschulische Kinderbetreuung gibt es private Kinderbetreuungseinrichtungen. Es bestehen Krabbelstuben des Kindergartenvereins Perg bzw. seit 2017 des Oberösterreichischen Hilfswerks, ein Eltern-Kind-Zentrum des Vereins Kinderhaus, Tagesmütter des Vereins Aktion Tagesmütter Oberösterreich, der Omadienst des Katholischen Familienverbandes Oberösterreich, drei Kindergärten des Kindergartenvereins Perg bzw. seit 2017 des Oberösterreichischen Hilfswerks, ein Kindergarten des Vereins Spielwerkstatt Unteres Mühlviertel, alle mit finanzieller Unterstützung durch die Stadtgemeinde Perg.

### Gesundheit und Soziales

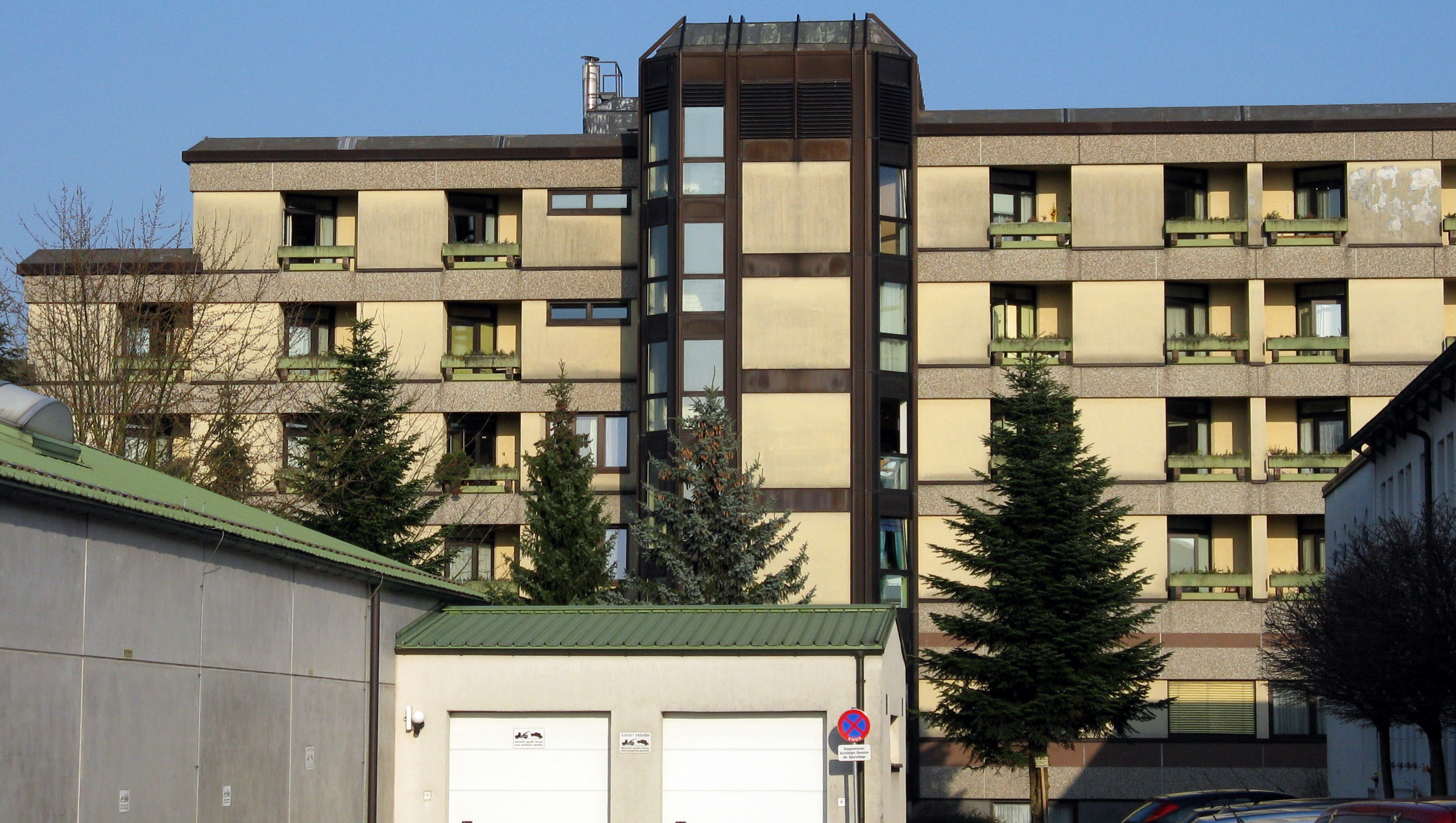
Bezirksseniorenheim Perg des Sozialhilfeverbandes Perg. Das abgebildete Gebäude wurde 2010 abgerissen und am selben Ort ein neues Heim errichtet.

In Perg ist die ärztliche Versorgung des Bezirkes konzentriert. Das Einzugsgebiet zahlreicher Perger Fachärzte erstreckt sich teilweise auf den ganzen Bezirk. Die nächsten Krankenhäuser befinden sich in Enns (wurde 2013 geschlossen), Steyr, Amstetten und Linz.
Das Rote Kreuz Perg wurde 1914 vom Feuerwehrkommando Perg als Sanitätsabteilung gegründet und ein Rettungswagen angeschafft. Dienststellen befanden sich nach dem Zweiten Weltkrieg zunächst im Reichmann-Haus, später im Rathaus. 1960 wurde der Neubau in der Gartenstraße eröffnet und 1963 der Katastrophenhilfszug gegründet. 1994 konnte die neue Dienststelle im Einsatzzentrum mit Räumlichkeiten der Ortsstelle, dem Notarztstützpunkt und dem Bezirkssekretariat des Roten Kreuzes bezogen werden. In Perg werden seit 1. September 1989 hilfsbedürftige Menschen vom Roten Kreuz täglich mit Essen-auf-Rädern mit warmem Essen versorgt. 1990 wurde der Mobile Altenhilfsdienst ins Leben gerufen. Seit 1992 existiert die Notstandshilfe für Bedürftige und eine Flüchtlingsbetreuung. Seit 2013 ist auch der Hausärztliche Notdienst (HÄND) im Rotkreuz-Zentrum untergebracht.
Seit 1994 besteht eine Sozialberatungsstelle mit Sozialmedizinischem Stützpunkt des Roten Kreuzes. Das Familien- und Sozialzentrum (FAMOS) sowie eine Jugendkoordinationsstelle und Jugendservicestelle der Oberösterreichischen Landesregierung bestehen seit 2001.
Das Seniorenheim des Sozialhilfeverbandes des Bezirkes Perg in der Severinstraße mit wenigen pflegegerechten Einheiten wurde 1984 eröffnet. Ab 1989 wurden sukzessive Doppel- in Einzelzimmer umgebaut und Einzelzimmer im Erdgeschoß als Pflegezimmer hergerichtet. Das Heim verfügte 1997 über 94 Senioren- und 27 Pflegeplätze; es entspricht jedoch nicht mehr den aktuellen Standards, sodass ab 2012 keine Betriebsbewilligung mehr dafür erteilt wird. Das System der Altersversorgung wird durch betreubare Wohneinrichtungen und Einrichtungen der Hauskrankenpflege sowie Essen auf Räder ergänzt.

### Unternehmen

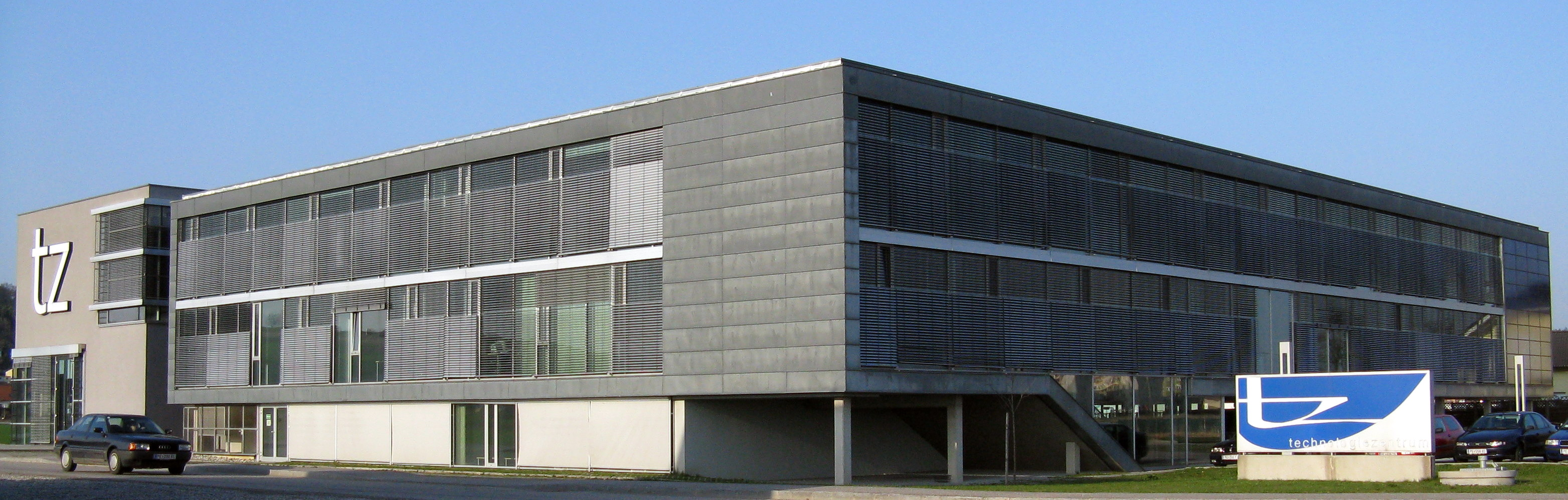
Perger Technologiezentrum

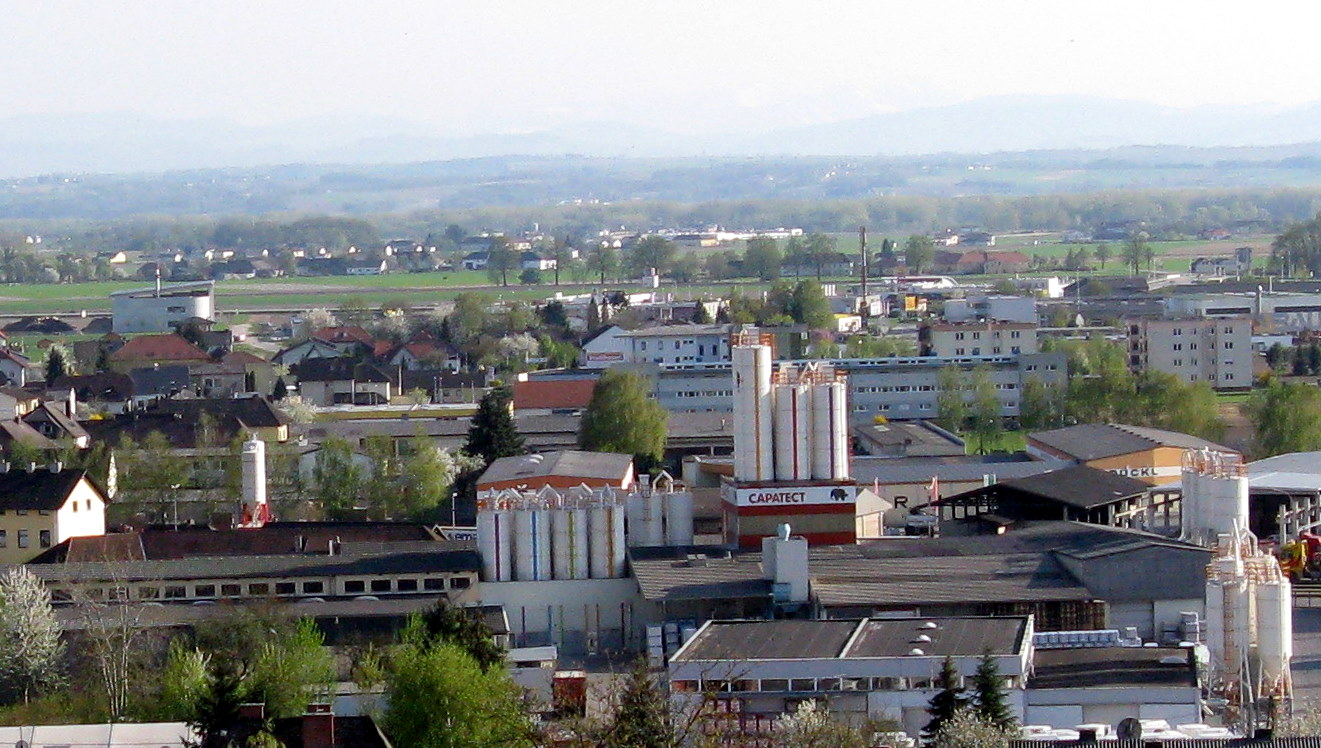
Capatect Baustoffindustrie in Perg

In Perg besteht ein Technologiezentrum mit Schwerpunkt Bautechnologie und Baumanagement. Es werden Gründungsunternehmen sowie junge Technologieunternehmen aus Produktions- und Dienstleistungsbereichen betreut. Die Starthilfe umfasst neben der betrieblichen Beratung die Bereitstellung von günstigen Büroflächen und die gemeinsame Nutzung der Infrastruktur. Das Gebäude hat eine Bruttogeschoßfläche von 3400 Quadratmetern.
Zur Sicherung und Weiterentwicklung der Betriebe in der Region und damit zur Erhaltung von Arbeitsplätzen ist Perg gemeinsam mit Arbing, Klam, Mitterkirchen und Saxen Mitglied im Regionalen Wirtschaftsverband Machland. Dieser hat gemeinsam mit 14 weiteren derartigen Verbänden unter der Bezeichnung Interkommunale Betriebsansiedlung (INKOBA) die gemeinsame Entwicklung, Erschließung und Vermarktung von Betriebsstandorten als Aufgabe. In Perg stehen 27,3 Hektar Gewerbeflächen für die Schaffung von Technologieparks bereit (Stand März 2009).
2009 wurde von den Bürgermeistern der Gemeinden Perg, Arbing und Baumgartenberg unter Einbindung der INKOBA der Wirtschaftspark Machland Perg geschaffen, der auf nicht zusammenhängenden Flächen entlang der Donau Straße und der Donauuferbahn im Bereich von Perg westlich des Technologiezentrums bis Baumgartenberg östlich der bestehenden Industriebetriebe auf potentiell 100 Hektar Fläche innerhalb der nächsten zehn Jahre rund 1000 neue Arbeitsplätze in Großbetrieben schaffen soll. Alle Gemeinden des Bezirks sollen in das Projekt eingebunden werden.
Perg ist Sitz der nach eigenen Angaben zu den fünf größten Baukonzernen Österreichs zählenden Habau-Gruppe mit insgesamt rund 2800 Beschäftigten, davon etwa 1100 im Hauptunternehmen in Perg,
sowie der ebenfalls im Baugewerbe tätigen GLS mit 160 Mitarbeitern und der Firma Krückl mit 150 Mitarbeitern.
Ebenfalls in Perg ansässig sind der zur Chemischen Industrie zählenden Marktführer für Baufarben, die Synthesa-Gruppe, mit österreichweit rund 700 Mitarbeitern, davon etwa 300 im Mutterunternehmen in Perg.
2012 investierte das Unternehmen € 12 Mio. für die Errichtung eines Dämmstoffwerkes am Standort Perg.
Weiters hat der zum Transportgewerbe zählenden Petschl-Konzern seinen Stammsitz in Perg. Der Standort des Unternehmens wurde 2015 auf das Gebiet der Nachbargemeinde Naarn im Machland verlagert.
Die durch ihre Mannerschnitten weltbekannte, der Nahrungs- und Genussmittelindustrie angehörende Markenfirma Manner beschäftigte in Perg rund 80 Mitarbeiter und erzeugte mit dem größten Waffelofen der Welt in Perg ihre Produkte
Das Werk wurde im Frühjahr 2016 geschlossen.
Der aus der Maschinenfabrik Schöberl (Jumbo) hervorgegangene Staplerhersteller Bulmor industries (ehemals TERRA-Technik) beschäftigt in Perg rund 135 Mitarbeiter und ist stark exportorientiert. Am Standort Perg werden unter anderem Seitenstapler, Mehrwege Seitenstapler und Ambuliftfahrzeuge entwickelt und produziert.
Das sowohl für die örtliche Wirtschaft als auch für die Nahversorgung im Unteren Mühl-, Wald- und Mostviertel jahrzehntelang bedeutende und mit einem eigenen Fuhrpark ausgestattete Groß- und Einzelhandelsunternehmen Tobias Altzinger hat durch die allgemein in Österreich zu beobachtenden Umstrukturierungen im Handelsbereich an Bedeutung verloren. Die Eigentümer haben einen Teil der Liegenschaften in Perg für die Schaffung von Einkaufszentren im Stadtzentrum und im Süden der Stadt verpachtet.
Neben den ortsansässigen Klein- und Mittelbetrieben sind zahlreiche überregional tätige Handelsbetriebe in Perg vertreten, wobei sich die Betriebe im Stadtzentrum (Hauptplatz und angrenzende Geschäftsstraßen) sowie entlang der Naarner Straße und insbesondere in den Einkaufszentren im Süden der Stadt konzentrieren.

### Bergbau

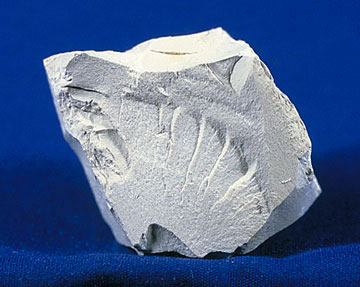
Kaolinabbau in Weinzierl seit 1952

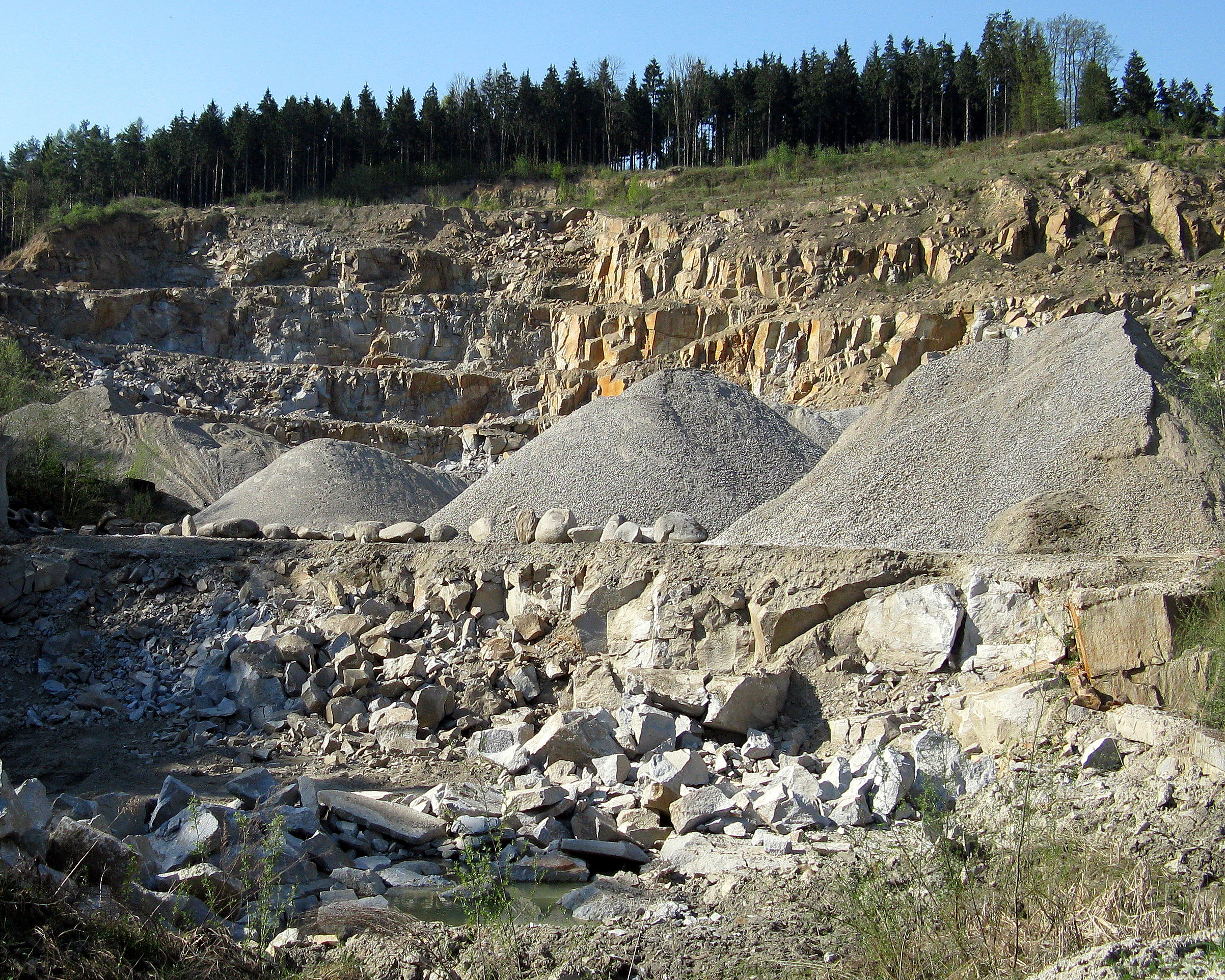
Trommelbergbruch am Eingang des Naarntals

Das 1922 gegründete und in Schwertberg ansässige Bergbauunternehmen Kamig – Österreichische Kaolin- und Montanindustrie Aktiengesellschaft – hat die Verwaltung, einen Teil der Kaolinaufbereitung und das Kaolinlager auf Grund des dort vorhandenen Bahnanschlusses in Aisthofen angesiedelt. Nach Anpassung des Geschäftsbetriebes und Reduzierung der Mitarbeiteranzahl um mehr als 500 in den 1960er-Jahren auf rund 60 Beschäftigte (Stand 2009) wurde die Aktiengesellschaft in eine Kommanditgesellschaft umgewandelt. In Weinzierl befindet sich eine kleinere Kaolinlagerstätte, die seit 1952 im Tagbau abgebaut wird. Das Kaolin wird über bis zu acht Kilometer lange Rohrförderleitungen von den Abbaustätten nach Aisthofen transportiert.
In Perg befinden sich mehrere Granitsteinbrüche des 1839 von Anton Poschacher (Industrieller, 1812) gegründeten Granitwerks Anton Poschacher, jetzt Poschacher Natursteinwerke, Mauthausen, von denen nur noch einer in der Naarntalstraße am rechten Naarnufer in Betrieb ist.
Abgebaut werden der sogenannte Mauthausner Granit und Perger Granit.
Die Perger Granitsteinbrüche waren in der zweiten Hälfte des 19. Jahrhunderts Teil der größten Granitwerke der österreichisch-ungarischen Monarchie und Teil der Mauthausner Steinindustrie. Auch in Perg wurde Mauthausner Granit abgebaut.
Jahrhundertelang wurden in Perg Mühlsteine aus Sandstein hergestellt. Ende des 19. Jahrhunderts ging der Absatz an Natur-Mühlsteinen stark zurück, weshalb von einigen Mühlsteinerzeugern 1872 die Erste österreichische Fabriksgesellschaft für Erzeugung deutscher Mühlsteine zu Perg Fries, Burgholzer und Comp. zur Kunststeinproduktion gegründet wurde. Später wurde aus dem Sandstein Edelputz erzeugt. Das Unternehmen wurde in den 1990er Jahren an die Deutschen Amphibolin-Werke verkauft, nennt sich jetzt Capatect Baustoffindustrie GmbH und ist ein Schwesterbetrieb der ebenfalls in Perg ansässigen Synthesa-Gruppe.

### Land- und Forstwirtschaft
In Perg bestanden 1999 118 land- und forstwirtschaftliche Betriebe, die eine Fläche von 2.658 Hektar bewirtschafteten. Davon waren 48 Haupterwerbsbetriebe mit 1.468 Hektar, 65 Nebenerwerbsbetriebe mit 1.073 Hektar und 4 Betriebe juristischer Personen mit 117 Hektar. Ein land- und forstwirtschaftlicher Betrieb in Perg bewirtschaftet durchschnittlich 22,7 Hektar, wobei die Haupterwerbsbetriebe 30,6 Hektar und die Nebenerwerbsbetriebe 16,5 Hektar zu bearbeiten haben.
Wie überall auf Bezirks- und Bundeslandebene haben sich sowohl die Anzahl der Betriebe als auch die bewirtschafteten land- und forstwirtschaftlichen Flächen im Vergleich zum vorhergegangenen Erhebungszeitpunkt 1995 verringert. Die Anzahl der Haupterwerbsbetriebe und die von diesen bewirtschafteten Flächen sind zu Lasten der Nebenerwerbsbetriebe gestiegen. In Perg waren 1999 356 Personen in land- und forstwirtschaftlichen Betrieben beschäftigt, davon 311 familieneigene Arbeitskräfte, von denen 52 vollbeschäftigt waren. 153 waren mit weniger als 25 % ihrer Arbeitszeit in der Landwirtschaft tätig, die übrigen 106 zwischen 25 und 99 %.

### Tourismus

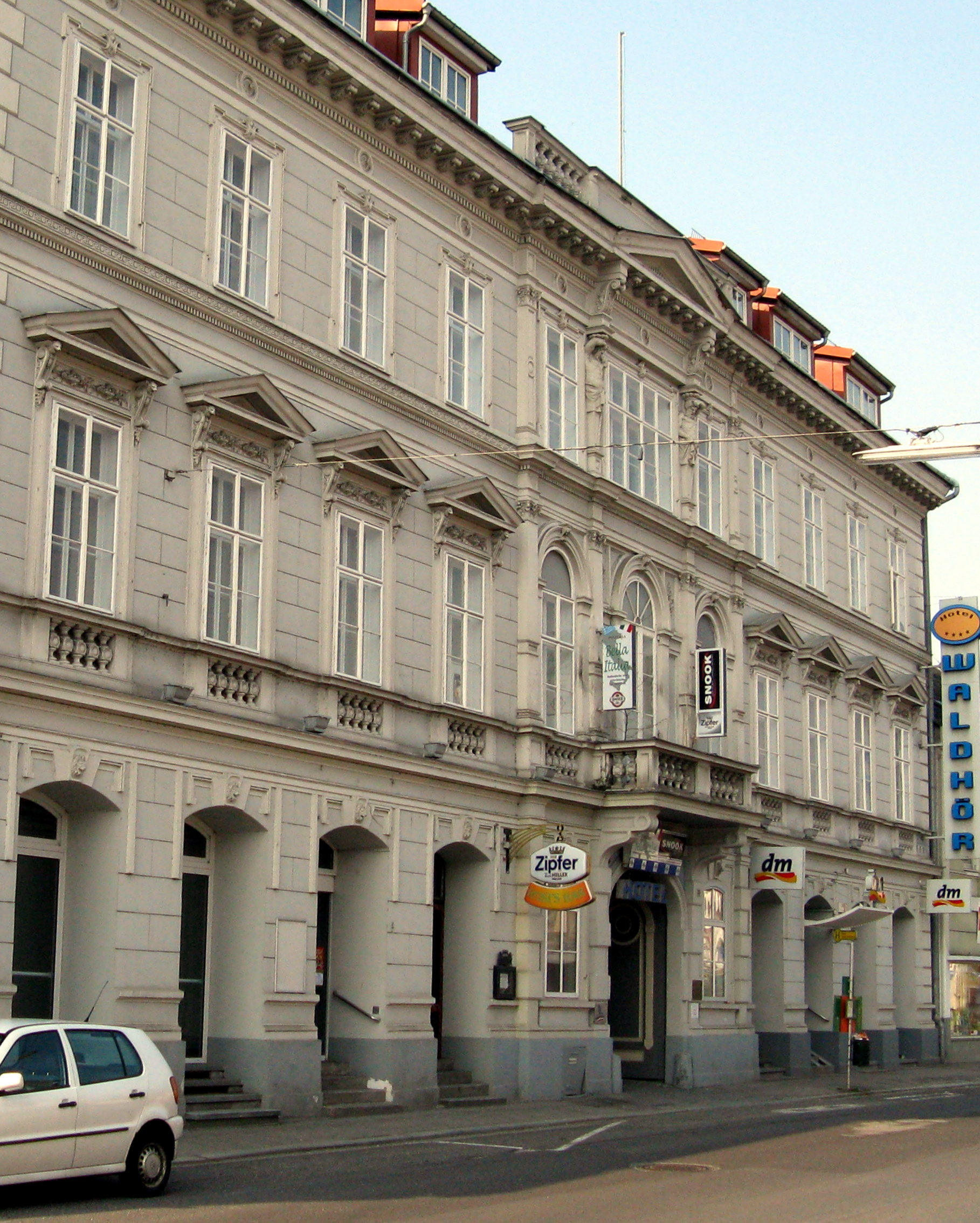
Hotel Waldhör, einziges 4*-Hotel in Perg

Historisch ist Perg bereits seit dem 19. Jahrhundert als Sommerfrische bekannt. In der ersten Hälfte des 20. Jahrhunderts gab es vor allem in der Zwischenkriegszeit Bemühungen, den Zustrom von Sommergästen zu fördern. Als Anziehungspunkte wurden das Baden in der Naarn, in der Schwimmschule, in der Kuchlmühle und unterhalb des Holzschwemmplatzes sowie das Wandern im Stephaniehain sowie Autofahrten ins Hinterland durch das romantische Naarntal bis Königswiesen und weiter bis ins Waldviertel angepriesen.
Perg ist in der Region touristisch im Museumsland Donauland Strudengau im Mühlviertel
sowie auf Bundeslandebene in Urlaub in Oberösterreich und Radfahren in Oberösterreich überregional eingebunden.
Zahlreiche Gaststätten bieten ihre Leistungen entlang von fünf im Machland und im Hügelland nach Rechberg mit der Bezeichnung RadKulTOUR ausgeschilderten Routen an.
Im Tourismusjahr 2011 (November 2010 bis Oktober 2011) wurden in der Stadt insgesamt 16.453 Übernachtungen mit durchschnittlich 1,7 Aufenthaltstagen verzeichnet. 39 % der Nächtigungen entfielen auf inländische Gäste, wobei Besucher aus Oberösterreich mit 32 % den größten Anteil hatten, gefolgt von der Steiermark mit 14 % und Wien mit 11 %. Bei den ausländischen Gästen waren die Gäste aus Deutschland mit rund 46 % weit vor jenen aus den Niederlanden mit rund 10 % und aus Italien mit rund 8 % der Ausländer-Nächtigungen.
Die Nächtigungen entfallen schwerpunktmäßig auf den Radtourismus (Donauradweg) sowie auf Geschäftsreisende und Seminarteilnehmer. In der Statistik sind nur die gewerblichen Beherbungsbetriebe enthalten. Im Vergleich zu den vorangegangenen Jahren ergab sich 2011 ein Nächtigungsplus von rund 10 %, wodurch der Rückgang von 9 % im Jahr 2010 fast zur Gänze aufgeholt werden konnte.
Es gibt 50 Betten in einem Viersternhotel, 8 Betten in einem Viersterne-Privatquartier, 129 in drei Dreisterne-Gasthöfen und 45 in drei nicht kategorisierten Landgasthöfen.
Eine weitere Belebung des Tourismus hat ab 2010 die Anbindung an den Donausteig gebracht. In diesem Zusammenhang wurden die örtlichen Wanderwege sowie der Kugelmanderlweg als offizielle Donaurunde ausgeschildert.

## Persönlichkeiten

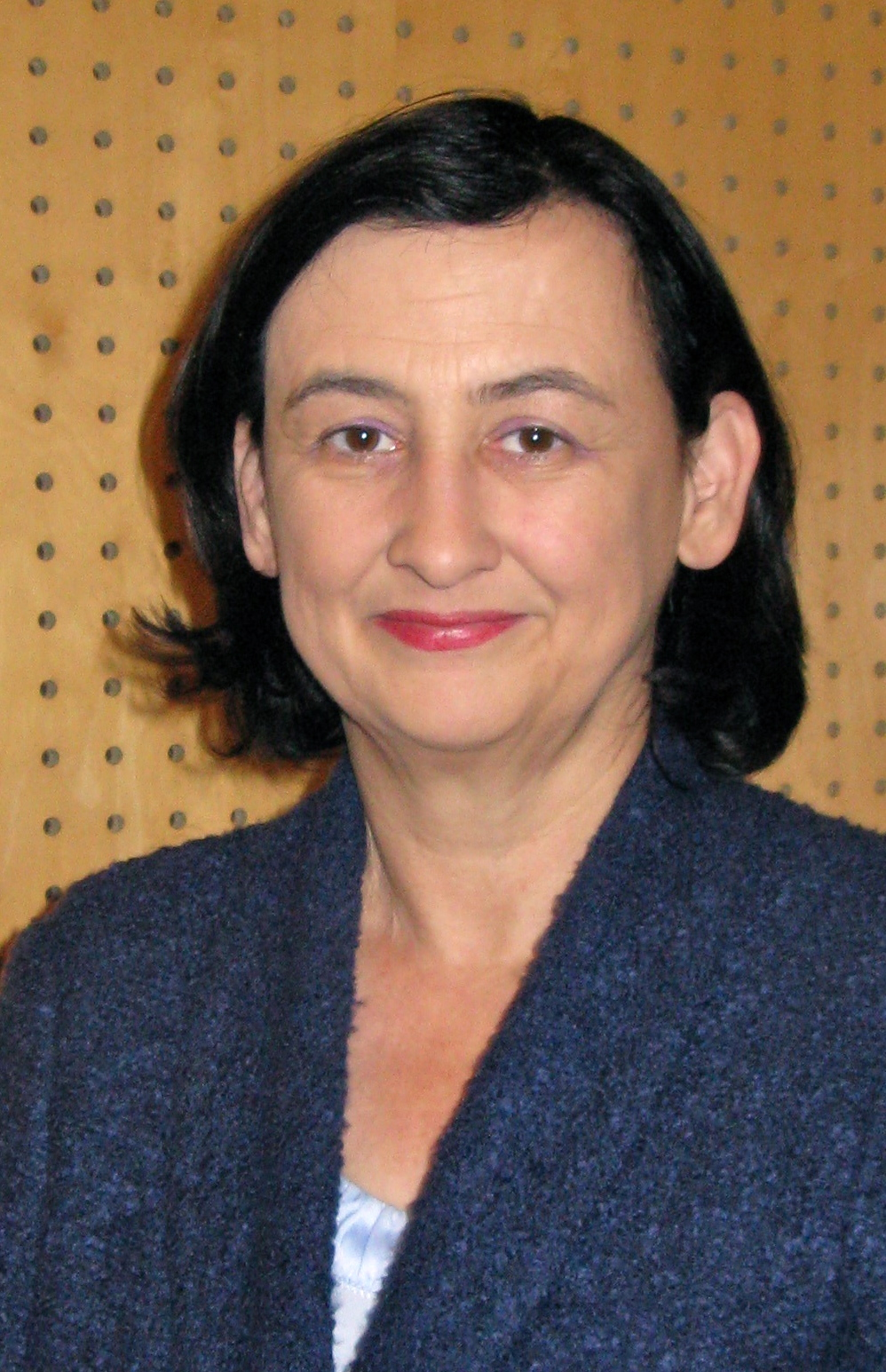
Maria Berger, langjähriges Mitglied des Europaparlaments, jetzt Richterin am Europäischen Gerichtshof in Luxemburg

Der Gemeinderat von Perg hat eine Reihe von Persönlichkeiten zu Ehrenbürgern ernannt oder ihnen Ehrenringe oder andere Ehrenzeichen verliehen. Ehrenbürger waren beispielsweise die langjährig als Pfarrer in der Pfarre Perg tätigen Priester Karl Mayr († 1963) und Franz Auzinger († 2007).
Perger, die in der Landespolitik tätig waren, sind der Landtagsabgeordnete und einige Zeit auch Landesrat von Oberösterreich, Josef Dirnberger (Bürgermeister des Marktes Perg von 1910 bis 1934) und der Landtagsabgeordnete Josef Waidhofer (Bürgermeister des Marktes und später der Stadt Perg von 1961 bis 1985). Der Perger Franz Hiesl (Gemeinderat von Perg seit 1979) war ab 1985 Landtagsabgeordneter, ab 1995 Landesrat und von 2000 bis 2015 Landeshauptmann-Stellvertreter von Oberösterreich. Der gebürtige Perger Karl Grienberger war 1884 kurzzeitig Landeshauptmann im Kronland Österreich ob der Enns (heute: Oberösterreich), der in Perg von 1902 bis 1909 als Gerichtsvorsteher tätige Josef Schlegel war von 1927 bis 1934 Landeshauptmann von Oberösterreich.
Zu den in der Bundespolitik tätigen Pergern zählen der dreimalige Bundeskanzler, Außenminister, Wiener Polizeipräsident und erste Präsident der Interpol, Johann Schober, Maria Berger, Mitglied des Europäischen Parlaments von 1996 bis 2009, unterbrochen durch ihre Funktion als Justizministerin im Kabinett Gusenbauer I und seit Oktober 2009 Richterin am EuGH, und der in Perg geborene langjährige Bürgermeister von Schwertberg, Kurt Gaßner als Nationalrat.
Erfolgreiche Perger Sportler waren unter anderen der Olympiateilnehmer 2008 in Peking, David Brandl (Schwimmsport), und der Olympiateilnehmer 2000 in Sydney und 2004 in Athen Bernd Wakolbinger (Rudersport).
Der höchste aus Perg stammende kirchliche Würdenträger war der katholische Diözesanbischof von Linz, Josephus Calasanz Fließer.
Günther Maria Garzaner (1951–2015) und Ernst Reinhard Schöggl (* 1948), zwei österreichische Schriftsteller mit Bezug zu Perg, sind Mitglied des Österreichischen P.E.N. Clubs.